# 變形金剛：Cyberverse
《變形金剛：Cyberverse》（英語：Transformers: Cyberverse）是一部基於孩之寶旗下的變形金剛品牌的卡通電腦動畫系列，於2018年8月27日開始在美國卡通頻道播出，全劇共64集，並在2021年12月22日播放最後一集後結束。

## 集數與劇情
| 季數     | 集數 | 標題 | 劇情 |
| -------- | --- | --- | --- |
| 故事背景 | 不適用 | 不適用 | 在故事一開始，失憶的大黃蜂在地球上四處遊蕩，但是其博派同伴風刃找到他後，開始一點一點幫助他恢復記憶，同時需要面對由滑流率領的狂派追跡者的威脅。透過恢復大黃蜂的記憶，風刃的另一個目的也是找到其他在方舟上的博派(Autubot)同伴的下落。 |
| 第一季   | 副標題：第一章(Chapter One) | 副標題：第一章(Chapter One) | 副標題：第一章(Chapter One) |
| 第一季   | 1 | 破碎(Fractured) | 在戰前，賽博坦原來是一個和平的星球，但是當密卡登推翻原先的統治階級、成為統治者時，由柯博文率領的另一半賽博坦人開始抗議他的暴政，最終演變為全球規模的內戰。 在博派和狂派的戰爭期間，柯博文為了避免具有強大力量的火種源(Allspark)落入狂派手中，透過一道太空橋將其送出賽博坦，但火種源同時也是賽博坦的生命之源，這個行為導致賽博坦逐漸死亡。因此，柯博文和部分博派成員搭上方舟號前往宇宙間探索、直到找回火種源為止，團隊成員包括包括大黃蜂的眾多觀眾熟悉的博派成員。但是在尋航過程中，因為方舟號上的超能量體(Energon)不足，所有艦上博派成員在柯博文的決定下全體進入休眠艙靜滯。在那之後，方舟在地球上找到了火種源的座標，但是在降落前就破損、許多休眠艙─擴大黃蜂的休眠艙─從方舟中掉出、包括已提早甦醒的鋼鎖，方舟最後墜毀在聖海倫斯山。大黃蜂的休眠艙掉到北極後維持靜滯狀態，而鋼鎖則和地球上的恐龍成為朋友並教導牠們賽博坦科技，並在地球上持續尋找方舟和火種源，但是在牠們成功之前，隨著隕石墜落、恐龍滅絕了、而鋼鎖因為能量缺乏、而以恐龍姿態回復靜滯狀態。 接下來就來到故事的開頭，在某個時間點甦醒的大黃蜂失去記憶後，在地球四處活動，直到風刃的到來。風刃是唯一一名通過僅有部分修復的太空橋的變形金剛，她從賽博坦來到地球的目的就是為了尋找失聯的方舟和其他船員，但第一個找到的卻是失去記憶的大黃蜂，因此具有城語者身分的風刃就以心靈感應的方式、使用從狂派搶來的心靈連結管和船艦幫助大黃蜂恢復記憶，並慢慢得到關於方舟和博派的線索，但同時他們也必須面對其它也在地球尋找方舟和火種源的狂派成員。 在找到了方舟的分離式數據無人機電訊十號(Teletraan-X)後、成功找到並透過城市電纜喚醒了鋼鎖，再加上他在靜滯前蒐集到的資料後，最終成功找到方舟、並緩醒其上包含柯博文等人的其它博派船員，而同時隨著狂派艦隊在天王星的帶領下從賽博坦透過修好的太空橋抵達地球，變形金剛之間的內戰在地球上再次展開。 |
| 第一季   | 2 | 記憶(Memory) | 在戰前，賽博坦原來是一個和平的星球，但是當密卡登推翻原先的統治階級、成為統治者時，由柯博文率領的另一半賽博坦人開始抗議他的暴政，最終演變為全球規模的內戰。 在博派和狂派的戰爭期間，柯博文為了避免具有強大力量的火種源(Allspark)落入狂派手中，透過一道太空橋將其送出賽博坦，但火種源同時也是賽博坦的生命之源，這個行為導致賽博坦逐漸死亡。因此，柯博文和部分博派成員搭上方舟號前往宇宙間探索、直到找回火種源為止，團隊成員包括包括大黃蜂的眾多觀眾熟悉的博派成員。但是在尋航過程中，因為方舟號上的超能量體(Energon)不足，所有艦上博派成員在柯博文的決定下全體進入休眠艙靜滯。在那之後，方舟在地球上找到了火種源的座標，但是在降落前就破損、許多休眠艙─擴大黃蜂的休眠艙─從方舟中掉出、包括已提早甦醒的鋼鎖，方舟最後墜毀在聖海倫斯山。大黃蜂的休眠艙掉到北極後維持靜滯狀態，而鋼鎖則和地球上的恐龍成為朋友並教導牠們賽博坦科技，並在地球上持續尋找方舟和火種源，但是在牠們成功之前，隨著隕石墜落、恐龍滅絕了、而鋼鎖因為能量缺乏、而以恐龍姿態回復靜滯狀態。 接下來就來到故事的開頭，在某個時間點甦醒的大黃蜂失去記憶後，在地球四處活動，直到風刃的到來。風刃是唯一一名通過僅有部分修復的太空橋的變形金剛，她從賽博坦來到地球的目的就是為了尋找失聯的方舟和其他船員，但第一個找到的卻是失去記憶的大黃蜂，因此具有城語者身分的風刃就以心靈感應的方式、使用從狂派搶來的心靈連結管和船艦幫助大黃蜂恢復記憶，並慢慢得到關於方舟和博派的線索，但同時他們也必須面對其它也在地球尋找方舟和火種源的狂派成員。 在找到了方舟的分離式數據無人機電訊十號(Teletraan-X)後、成功找到並透過城市電纜喚醒了鋼鎖，再加上他在靜滯前蒐集到的資料後，最終成功找到方舟、並緩醒其上包含柯博文等人的其它博派船員，而同時隨著狂派艦隊在天王星的帶領下從賽博坦透過修好的太空橋抵達地球，變形金剛之間的內戰在地球上再次展開。 |
| 第一季   | 3 | 火種源(Allspark) | 在戰前，賽博坦原來是一個和平的星球，但是當密卡登推翻原先的統治階級、成為統治者時，由柯博文率領的另一半賽博坦人開始抗議他的暴政，最終演變為全球規模的內戰。 在博派和狂派的戰爭期間，柯博文為了避免具有強大力量的火種源(Allspark)落入狂派手中，透過一道太空橋將其送出賽博坦，但火種源同時也是賽博坦的生命之源，這個行為導致賽博坦逐漸死亡。因此，柯博文和部分博派成員搭上方舟號前往宇宙間探索、直到找回火種源為止，團隊成員包括包括大黃蜂的眾多觀眾熟悉的博派成員。但是在尋航過程中，因為方舟號上的超能量體(Energon)不足，所有艦上博派成員在柯博文的決定下全體進入休眠艙靜滯。在那之後，方舟在地球上找到了火種源的座標，但是在降落前就破損、許多休眠艙─擴大黃蜂的休眠艙─從方舟中掉出、包括已提早甦醒的鋼鎖，方舟最後墜毀在聖海倫斯山。大黃蜂的休眠艙掉到北極後維持靜滯狀態，而鋼鎖則和地球上的恐龍成為朋友並教導牠們賽博坦科技，並在地球上持續尋找方舟和火種源，但是在牠們成功之前，隨著隕石墜落、恐龍滅絕了、而鋼鎖因為能量缺乏、而以恐龍姿態回復靜滯狀態。 接下來就來到故事的開頭，在某個時間點甦醒的大黃蜂失去記憶後，在地球四處活動，直到風刃的到來。風刃是唯一一名通過僅有部分修復的太空橋的變形金剛，她從賽博坦來到地球的目的就是為了尋找失聯的方舟和其他船員，但第一個找到的卻是失去記憶的大黃蜂，因此具有城語者身分的風刃就以心靈感應的方式、使用從狂派搶來的心靈連結管和船艦幫助大黃蜂恢復記憶，並慢慢得到關於方舟和博派的線索，但同時他們也必須面對其它也在地球尋找方舟和火種源的狂派成員。 在找到了方舟的分離式數據無人機電訊十號(Teletraan-X)後、成功找到並透過城市電纜喚醒了鋼鎖，再加上他在靜滯前蒐集到的資料後，最終成功找到方舟、並緩醒其上包含柯博文等人的其它博派船員，而同時隨著狂派艦隊在天王星的帶領下從賽博坦透過修好的太空橋抵達地球，變形金剛之間的內戰在地球上再次展開。 |
| 第一季   | 4 | 旅程(The Journey) | 在戰前，賽博坦原來是一個和平的星球，但是當密卡登推翻原先的統治階級、成為統治者時，由柯博文率領的另一半賽博坦人開始抗議他的暴政，最終演變為全球規模的內戰。 在博派和狂派的戰爭期間，柯博文為了避免具有強大力量的火種源(Allspark)落入狂派手中，透過一道太空橋將其送出賽博坦，但火種源同時也是賽博坦的生命之源，這個行為導致賽博坦逐漸死亡。因此，柯博文和部分博派成員搭上方舟號前往宇宙間探索、直到找回火種源為止，團隊成員包括包括大黃蜂的眾多觀眾熟悉的博派成員。但是在尋航過程中，因為方舟號上的超能量體(Energon)不足，所有艦上博派成員在柯博文的決定下全體進入休眠艙靜滯。在那之後，方舟在地球上找到了火種源的座標，但是在降落前就破損、許多休眠艙─擴大黃蜂的休眠艙─從方舟中掉出、包括已提早甦醒的鋼鎖，方舟最後墜毀在聖海倫斯山。大黃蜂的休眠艙掉到北極後維持靜滯狀態，而鋼鎖則和地球上的恐龍成為朋友並教導牠們賽博坦科技，並在地球上持續尋找方舟和火種源，但是在牠們成功之前，隨著隕石墜落、恐龍滅絕了、而鋼鎖因為能量缺乏、而以恐龍姿態回復靜滯狀態。 接下來就來到故事的開頭，在某個時間點甦醒的大黃蜂失去記憶後，在地球四處活動，直到風刃的到來。風刃是唯一一名通過僅有部分修復的太空橋的變形金剛，她從賽博坦來到地球的目的就是為了尋找失聯的方舟和其他船員，但第一個找到的卻是失去記憶的大黃蜂，因此具有城語者身分的風刃就以心靈感應的方式、使用從狂派搶來的心靈連結管和船艦幫助大黃蜂恢復記憶，並慢慢得到關於方舟和博派的線索，但同時他們也必須面對其它也在地球尋找方舟和火種源的狂派成員。 在找到了方舟的分離式數據無人機電訊十號(Teletraan-X)後、成功找到並透過城市電纜喚醒了鋼鎖，再加上他在靜滯前蒐集到的資料後，最終成功找到方舟、並緩醒其上包含柯博文等人的其它博派船員，而同時隨著狂派艦隊在天王星的帶領下從賽博坦透過修好的太空橋抵達地球，變形金剛之間的內戰在地球上再次展開。 |
| 第一季   | 5 | 冰天雪地(Whiteout) | 在戰前，賽博坦原來是一個和平的星球，但是當密卡登推翻原先的統治階級、成為統治者時，由柯博文率領的另一半賽博坦人開始抗議他的暴政，最終演變為全球規模的內戰。 在博派和狂派的戰爭期間，柯博文為了避免具有強大力量的火種源(Allspark)落入狂派手中，透過一道太空橋將其送出賽博坦，但火種源同時也是賽博坦的生命之源，這個行為導致賽博坦逐漸死亡。因此，柯博文和部分博派成員搭上方舟號前往宇宙間探索、直到找回火種源為止，團隊成員包括包括大黃蜂的眾多觀眾熟悉的博派成員。但是在尋航過程中，因為方舟號上的超能量體(Energon)不足，所有艦上博派成員在柯博文的決定下全體進入休眠艙靜滯。在那之後，方舟在地球上找到了火種源的座標，但是在降落前就破損、許多休眠艙─擴大黃蜂的休眠艙─從方舟中掉出、包括已提早甦醒的鋼鎖，方舟最後墜毀在聖海倫斯山。大黃蜂的休眠艙掉到北極後維持靜滯狀態，而鋼鎖則和地球上的恐龍成為朋友並教導牠們賽博坦科技，並在地球上持續尋找方舟和火種源，但是在牠們成功之前，隨著隕石墜落、恐龍滅絕了、而鋼鎖因為能量缺乏、而以恐龍姿態回復靜滯狀態。 接下來就來到故事的開頭，在某個時間點甦醒的大黃蜂失去記憶後，在地球四處活動，直到風刃的到來。風刃是唯一一名通過僅有部分修復的太空橋的變形金剛，她從賽博坦來到地球的目的就是為了尋找失聯的方舟和其他船員，但第一個找到的卻是失去記憶的大黃蜂，因此具有城語者身分的風刃就以心靈感應的方式、使用從狂派搶來的心靈連結管和船艦幫助大黃蜂恢復記憶，並慢慢得到關於方舟和博派的線索，但同時他們也必須面對其它也在地球尋找方舟和火種源的狂派成員。 在找到了方舟的分離式數據無人機電訊十號(Teletraan-X)後、成功找到並透過城市電纜喚醒了鋼鎖，再加上他在靜滯前蒐集到的資料後，最終成功找到方舟、並緩醒其上包含柯博文等人的其它博派船員，而同時隨著狂派艦隊在天王星的帶領下從賽博坦透過修好的太空橋抵達地球，變形金剛之間的內戰在地球上再次展開。 |
| 第一季   | 6 | 密卡登是我的英雄(Megatron is My Hero) | 在戰前，賽博坦原來是一個和平的星球，但是當密卡登推翻原先的統治階級、成為統治者時，由柯博文率領的另一半賽博坦人開始抗議他的暴政，最終演變為全球規模的內戰。 在博派和狂派的戰爭期間，柯博文為了避免具有強大力量的火種源(Allspark)落入狂派手中，透過一道太空橋將其送出賽博坦，但火種源同時也是賽博坦的生命之源，這個行為導致賽博坦逐漸死亡。因此，柯博文和部分博派成員搭上方舟號前往宇宙間探索、直到找回火種源為止，團隊成員包括包括大黃蜂的眾多觀眾熟悉的博派成員。但是在尋航過程中，因為方舟號上的超能量體(Energon)不足，所有艦上博派成員在柯博文的決定下全體進入休眠艙靜滯。在那之後，方舟在地球上找到了火種源的座標，但是在降落前就破損、許多休眠艙─擴大黃蜂的休眠艙─從方舟中掉出、包括已提早甦醒的鋼鎖，方舟最後墜毀在聖海倫斯山。大黃蜂的休眠艙掉到北極後維持靜滯狀態，而鋼鎖則和地球上的恐龍成為朋友並教導牠們賽博坦科技，並在地球上持續尋找方舟和火種源，但是在牠們成功之前，隨著隕石墜落、恐龍滅絕了、而鋼鎖因為能量缺乏、而以恐龍姿態回復靜滯狀態。 接下來就來到故事的開頭，在某個時間點甦醒的大黃蜂失去記憶後，在地球四處活動，直到風刃的到來。風刃是唯一一名通過僅有部分修復的太空橋的變形金剛，她從賽博坦來到地球的目的就是為了尋找失聯的方舟和其他船員，但第一個找到的卻是失去記憶的大黃蜂，因此具有城語者身分的風刃就以心靈感應的方式、使用從狂派搶來的心靈連結管和船艦幫助大黃蜂恢復記憶，並慢慢得到關於方舟和博派的線索，但同時他們也必須面對其它也在地球尋找方舟和火種源的狂派成員。 在找到了方舟的分離式數據無人機電訊十號(Teletraan-X)後、成功找到並透過城市電纜喚醒了鋼鎖，再加上他在靜滯前蒐集到的資料後，最終成功找到方舟、並緩醒其上包含柯博文等人的其它博派船員，而同時隨著狂派艦隊在天王星的帶領下從賽博坦透過修好的太空橋抵達地球，變形金剛之間的內戰在地球上再次展開。 |
| 第一季   | 7 | 方塊(Cube) | 在戰前，賽博坦原來是一個和平的星球，但是當密卡登推翻原先的統治階級、成為統治者時，由柯博文率領的另一半賽博坦人開始抗議他的暴政，最終演變為全球規模的內戰。 在博派和狂派的戰爭期間，柯博文為了避免具有強大力量的火種源(Allspark)落入狂派手中，透過一道太空橋將其送出賽博坦，但火種源同時也是賽博坦的生命之源，這個行為導致賽博坦逐漸死亡。因此，柯博文和部分博派成員搭上方舟號前往宇宙間探索、直到找回火種源為止，團隊成員包括包括大黃蜂的眾多觀眾熟悉的博派成員。但是在尋航過程中，因為方舟號上的超能量體(Energon)不足，所有艦上博派成員在柯博文的決定下全體進入休眠艙靜滯。在那之後，方舟在地球上找到了火種源的座標，但是在降落前就破損、許多休眠艙─擴大黃蜂的休眠艙─從方舟中掉出、包括已提早甦醒的鋼鎖，方舟最後墜毀在聖海倫斯山。大黃蜂的休眠艙掉到北極後維持靜滯狀態，而鋼鎖則和地球上的恐龍成為朋友並教導牠們賽博坦科技，並在地球上持續尋找方舟和火種源，但是在牠們成功之前，隨著隕石墜落、恐龍滅絕了、而鋼鎖因為能量缺乏、而以恐龍姿態回復靜滯狀態。 接下來就來到故事的開頭，在某個時間點甦醒的大黃蜂失去記憶後，在地球四處活動，直到風刃的到來。風刃是唯一一名通過僅有部分修復的太空橋的變形金剛，她從賽博坦來到地球的目的就是為了尋找失聯的方舟和其他船員，但第一個找到的卻是失去記憶的大黃蜂，因此具有城語者身分的風刃就以心靈感應的方式、使用從狂派搶來的心靈連結管和船艦幫助大黃蜂恢復記憶，並慢慢得到關於方舟和博派的線索，但同時他們也必須面對其它也在地球尋找方舟和火種源的狂派成員。 在找到了方舟的分離式數據無人機電訊十號(Teletraan-X)後、成功找到並透過城市電纜喚醒了鋼鎖，再加上他在靜滯前蒐集到的資料後，最終成功找到方舟、並緩醒其上包含柯博文等人的其它博派船員，而同時隨著狂派艦隊在天王星的帶領下從賽博坦透過修好的太空橋抵達地球，變形金剛之間的內戰在地球上再次展開。 |
| 第一季   | 8 | 極限速度(Terminal Velocity) | 在戰前，賽博坦原來是一個和平的星球，但是當密卡登推翻原先的統治階級、成為統治者時，由柯博文率領的另一半賽博坦人開始抗議他的暴政，最終演變為全球規模的內戰。 在博派和狂派的戰爭期間，柯博文為了避免具有強大力量的火種源(Allspark)落入狂派手中，透過一道太空橋將其送出賽博坦，但火種源同時也是賽博坦的生命之源，這個行為導致賽博坦逐漸死亡。因此，柯博文和部分博派成員搭上方舟號前往宇宙間探索、直到找回火種源為止，團隊成員包括包括大黃蜂的眾多觀眾熟悉的博派成員。但是在尋航過程中，因為方舟號上的超能量體(Energon)不足，所有艦上博派成員在柯博文的決定下全體進入休眠艙靜滯。在那之後，方舟在地球上找到了火種源的座標，但是在降落前就破損、許多休眠艙─擴大黃蜂的休眠艙─從方舟中掉出、包括已提早甦醒的鋼鎖，方舟最後墜毀在聖海倫斯山。大黃蜂的休眠艙掉到北極後維持靜滯狀態，而鋼鎖則和地球上的恐龍成為朋友並教導牠們賽博坦科技，並在地球上持續尋找方舟和火種源，但是在牠們成功之前，隨著隕石墜落、恐龍滅絕了、而鋼鎖因為能量缺乏、而以恐龍姿態回復靜滯狀態。 接下來就來到故事的開頭，在某個時間點甦醒的大黃蜂失去記憶後，在地球四處活動，直到風刃的到來。風刃是唯一一名通過僅有部分修復的太空橋的變形金剛，她從賽博坦來到地球的目的就是為了尋找失聯的方舟和其他船員，但第一個找到的卻是失去記憶的大黃蜂，因此具有城語者身分的風刃就以心靈感應的方式、使用從狂派搶來的心靈連結管和船艦幫助大黃蜂恢復記憶，並慢慢得到關於方舟和博派的線索，但同時他們也必須面對其它也在地球尋找方舟和火種源的狂派成員。 在找到了方舟的分離式數據無人機電訊十號(Teletraan-X)後、成功找到並透過城市電纜喚醒了鋼鎖，再加上他在靜滯前蒐集到的資料後，最終成功找到方舟、並緩醒其上包含柯博文等人的其它博派船員，而同時隨著狂派艦隊在天王星的帶領下從賽博坦透過修好的太空橋抵達地球，變形金剛之間的內戰在地球上再次展開。 |
| 第一季   | 9 | 影襲者(Shadowstriker) | 在戰前，賽博坦原來是一個和平的星球，但是當密卡登推翻原先的統治階級、成為統治者時，由柯博文率領的另一半賽博坦人開始抗議他的暴政，最終演變為全球規模的內戰。 在博派和狂派的戰爭期間，柯博文為了避免具有強大力量的火種源(Allspark)落入狂派手中，透過一道太空橋將其送出賽博坦，但火種源同時也是賽博坦的生命之源，這個行為導致賽博坦逐漸死亡。因此，柯博文和部分博派成員搭上方舟號前往宇宙間探索、直到找回火種源為止，團隊成員包括包括大黃蜂的眾多觀眾熟悉的博派成員。但是在尋航過程中，因為方舟號上的超能量體(Energon)不足，所有艦上博派成員在柯博文的決定下全體進入休眠艙靜滯。在那之後，方舟在地球上找到了火種源的座標，但是在降落前就破損、許多休眠艙─擴大黃蜂的休眠艙─從方舟中掉出、包括已提早甦醒的鋼鎖，方舟最後墜毀在聖海倫斯山。大黃蜂的休眠艙掉到北極後維持靜滯狀態，而鋼鎖則和地球上的恐龍成為朋友並教導牠們賽博坦科技，並在地球上持續尋找方舟和火種源，但是在牠們成功之前，隨著隕石墜落、恐龍滅絕了、而鋼鎖因為能量缺乏、而以恐龍姿態回復靜滯狀態。 接下來就來到故事的開頭，在某個時間點甦醒的大黃蜂失去記憶後，在地球四處活動，直到風刃的到來。風刃是唯一一名通過僅有部分修復的太空橋的變形金剛，她從賽博坦來到地球的目的就是為了尋找失聯的方舟和其他船員，但第一個找到的卻是失去記憶的大黃蜂，因此具有城語者身分的風刃就以心靈感應的方式、使用從狂派搶來的心靈連結管和船艦幫助大黃蜂恢復記憶，並慢慢得到關於方舟和博派的線索，但同時他們也必須面對其它也在地球尋找方舟和火種源的狂派成員。 在找到了方舟的分離式數據無人機電訊十號(Teletraan-X)後、成功找到並透過城市電纜喚醒了鋼鎖，再加上他在靜滯前蒐集到的資料後，最終成功找到方舟、並緩醒其上包含柯博文等人的其它博派船員，而同時隨著狂派艦隊在天王星的帶領下從賽博坦透過修好的太空橋抵達地球，變形金剛之間的內戰在地球上再次展開。 |
| 第一季   | 10 | 麥卡丹熱油吧(Maccadam's) | 在戰前，賽博坦原來是一個和平的星球，但是當密卡登推翻原先的統治階級、成為統治者時，由柯博文率領的另一半賽博坦人開始抗議他的暴政，最終演變為全球規模的內戰。 在博派和狂派的戰爭期間，柯博文為了避免具有強大力量的火種源(Allspark)落入狂派手中，透過一道太空橋將其送出賽博坦，但火種源同時也是賽博坦的生命之源，這個行為導致賽博坦逐漸死亡。因此，柯博文和部分博派成員搭上方舟號前往宇宙間探索、直到找回火種源為止，團隊成員包括包括大黃蜂的眾多觀眾熟悉的博派成員。但是在尋航過程中，因為方舟號上的超能量體(Energon)不足，所有艦上博派成員在柯博文的決定下全體進入休眠艙靜滯。在那之後，方舟在地球上找到了火種源的座標，但是在降落前就破損、許多休眠艙─擴大黃蜂的休眠艙─從方舟中掉出、包括已提早甦醒的鋼鎖，方舟最後墜毀在聖海倫斯山。大黃蜂的休眠艙掉到北極後維持靜滯狀態，而鋼鎖則和地球上的恐龍成為朋友並教導牠們賽博坦科技，並在地球上持續尋找方舟和火種源，但是在牠們成功之前，隨著隕石墜落、恐龍滅絕了、而鋼鎖因為能量缺乏、而以恐龍姿態回復靜滯狀態。 接下來就來到故事的開頭，在某個時間點甦醒的大黃蜂失去記憶後，在地球四處活動，直到風刃的到來。風刃是唯一一名通過僅有部分修復的太空橋的變形金剛，她從賽博坦來到地球的目的就是為了尋找失聯的方舟和其他船員，但第一個找到的卻是失去記憶的大黃蜂，因此具有城語者身分的風刃就以心靈感應的方式、使用從狂派搶來的心靈連結管和船艦幫助大黃蜂恢復記憶，並慢慢得到關於方舟和博派的線索，但同時他們也必須面對其它也在地球尋找方舟和火種源的狂派成員。 在找到了方舟的分離式數據無人機電訊十號(Teletraan-X)後、成功找到並透過城市電纜喚醒了鋼鎖，再加上他在靜滯前蒐集到的資料後，最終成功找到方舟、並緩醒其上包含柯博文等人的其它博派船員，而同時隨著狂派艦隊在天王星的帶領下從賽博坦透過修好的太空橋抵達地球，變形金剛之間的內戰在地球上再次展開。 |
| 第一季   | 11 | 破壞(Sabotage) | 在戰前，賽博坦原來是一個和平的星球，但是當密卡登推翻原先的統治階級、成為統治者時，由柯博文率領的另一半賽博坦人開始抗議他的暴政，最終演變為全球規模的內戰。 在博派和狂派的戰爭期間，柯博文為了避免具有強大力量的火種源(Allspark)落入狂派手中，透過一道太空橋將其送出賽博坦，但火種源同時也是賽博坦的生命之源，這個行為導致賽博坦逐漸死亡。因此，柯博文和部分博派成員搭上方舟號前往宇宙間探索、直到找回火種源為止，團隊成員包括包括大黃蜂的眾多觀眾熟悉的博派成員。但是在尋航過程中，因為方舟號上的超能量體(Energon)不足，所有艦上博派成員在柯博文的決定下全體進入休眠艙靜滯。在那之後，方舟在地球上找到了火種源的座標，但是在降落前就破損、許多休眠艙─擴大黃蜂的休眠艙─從方舟中掉出、包括已提早甦醒的鋼鎖，方舟最後墜毀在聖海倫斯山。大黃蜂的休眠艙掉到北極後維持靜滯狀態，而鋼鎖則和地球上的恐龍成為朋友並教導牠們賽博坦科技，並在地球上持續尋找方舟和火種源，但是在牠們成功之前，隨著隕石墜落、恐龍滅絕了、而鋼鎖因為能量缺乏、而以恐龍姿態回復靜滯狀態。 接下來就來到故事的開頭，在某個時間點甦醒的大黃蜂失去記憶後，在地球四處活動，直到風刃的到來。風刃是唯一一名通過僅有部分修復的太空橋的變形金剛，她從賽博坦來到地球的目的就是為了尋找失聯的方舟和其他船員，但第一個找到的卻是失去記憶的大黃蜂，因此具有城語者身分的風刃就以心靈感應的方式、使用從狂派搶來的心靈連結管和船艦幫助大黃蜂恢復記憶，並慢慢得到關於方舟和博派的線索，但同時他們也必須面對其它也在地球尋找方舟和火種源的狂派成員。 在找到了方舟的分離式數據無人機電訊十號(Teletraan-X)後、成功找到並透過城市電纜喚醒了鋼鎖，再加上他在靜滯前蒐集到的資料後，最終成功找到方舟、並緩醒其上包含柯博文等人的其它博派船員，而同時隨著狂派艦隊在天王星的帶領下從賽博坦透過修好的太空橋抵達地球，變形金剛之間的內戰在地球上再次展開。 |
| 第一季   | 12 | 電訊十號(Teletraan X) | 在戰前，賽博坦原來是一個和平的星球，但是當密卡登推翻原先的統治階級、成為統治者時，由柯博文率領的另一半賽博坦人開始抗議他的暴政，最終演變為全球規模的內戰。 在博派和狂派的戰爭期間，柯博文為了避免具有強大力量的火種源(Allspark)落入狂派手中，透過一道太空橋將其送出賽博坦，但火種源同時也是賽博坦的生命之源，這個行為導致賽博坦逐漸死亡。因此，柯博文和部分博派成員搭上方舟號前往宇宙間探索、直到找回火種源為止，團隊成員包括包括大黃蜂的眾多觀眾熟悉的博派成員。但是在尋航過程中，因為方舟號上的超能量體(Energon)不足，所有艦上博派成員在柯博文的決定下全體進入休眠艙靜滯。在那之後，方舟在地球上找到了火種源的座標，但是在降落前就破損、許多休眠艙─擴大黃蜂的休眠艙─從方舟中掉出、包括已提早甦醒的鋼鎖，方舟最後墜毀在聖海倫斯山。大黃蜂的休眠艙掉到北極後維持靜滯狀態，而鋼鎖則和地球上的恐龍成為朋友並教導牠們賽博坦科技，並在地球上持續尋找方舟和火種源，但是在牠們成功之前，隨著隕石墜落、恐龍滅絕了、而鋼鎖因為能量缺乏、而以恐龍姿態回復靜滯狀態。 接下來就來到故事的開頭，在某個時間點甦醒的大黃蜂失去記憶後，在地球四處活動，直到風刃的到來。風刃是唯一一名通過僅有部分修復的太空橋的變形金剛，她從賽博坦來到地球的目的就是為了尋找失聯的方舟和其他船員，但第一個找到的卻是失去記憶的大黃蜂，因此具有城語者身分的風刃就以心靈感應的方式、使用從狂派搶來的心靈連結管和船艦幫助大黃蜂恢復記憶，並慢慢得到關於方舟和博派的線索，但同時他們也必須面對其它也在地球尋找方舟和火種源的狂派成員。 在找到了方舟的分離式數據無人機電訊十號(Teletraan-X)後、成功找到並透過城市電纜喚醒了鋼鎖，再加上他在靜滯前蒐集到的資料後，最終成功找到方舟、並緩醒其上包含柯博文等人的其它博派船員，而同時隨著狂派艦隊在天王星的帶領下從賽博坦透過修好的太空橋抵達地球，變形金剛之間的內戰在地球上再次展開。 |
| 第一季   | 13 | 領袖矩陣(Matrix of Leadership) | 在戰前，賽博坦原來是一個和平的星球，但是當密卡登推翻原先的統治階級、成為統治者時，由柯博文率領的另一半賽博坦人開始抗議他的暴政，最終演變為全球規模的內戰。 在博派和狂派的戰爭期間，柯博文為了避免具有強大力量的火種源(Allspark)落入狂派手中，透過一道太空橋將其送出賽博坦，但火種源同時也是賽博坦的生命之源，這個行為導致賽博坦逐漸死亡。因此，柯博文和部分博派成員搭上方舟號前往宇宙間探索、直到找回火種源為止，團隊成員包括包括大黃蜂的眾多觀眾熟悉的博派成員。但是在尋航過程中，因為方舟號上的超能量體(Energon)不足，所有艦上博派成員在柯博文的決定下全體進入休眠艙靜滯。在那之後，方舟在地球上找到了火種源的座標，但是在降落前就破損、許多休眠艙─擴大黃蜂的休眠艙─從方舟中掉出、包括已提早甦醒的鋼鎖，方舟最後墜毀在聖海倫斯山。大黃蜂的休眠艙掉到北極後維持靜滯狀態，而鋼鎖則和地球上的恐龍成為朋友並教導牠們賽博坦科技，並在地球上持續尋找方舟和火種源，但是在牠們成功之前，隨著隕石墜落、恐龍滅絕了、而鋼鎖因為能量缺乏、而以恐龍姿態回復靜滯狀態。 接下來就來到故事的開頭，在某個時間點甦醒的大黃蜂失去記憶後，在地球四處活動，直到風刃的到來。風刃是唯一一名通過僅有部分修復的太空橋的變形金剛，她從賽博坦來到地球的目的就是為了尋找失聯的方舟和其他船員，但第一個找到的卻是失去記憶的大黃蜂，因此具有城語者身分的風刃就以心靈感應的方式、使用從狂派搶來的心靈連結管和船艦幫助大黃蜂恢復記憶，並慢慢得到關於方舟和博派的線索，但同時他們也必須面對其它也在地球尋找方舟和火種源的狂派成員。 在找到了方舟的分離式數據無人機電訊十號(Teletraan-X)後、成功找到並透過城市電纜喚醒了鋼鎖，再加上他在靜滯前蒐集到的資料後，最終成功找到方舟、並緩醒其上包含柯博文等人的其它博派船員，而同時隨著狂派艦隊在天王星的帶領下從賽博坦透過修好的太空橋抵達地球，變形金剛之間的內戰在地球上再次展開。 |
| 第一季   | 14 | 孤立無援(Siloed) | 在戰前，賽博坦原來是一個和平的星球，但是當密卡登推翻原先的統治階級、成為統治者時，由柯博文率領的另一半賽博坦人開始抗議他的暴政，最終演變為全球規模的內戰。 在博派和狂派的戰爭期間，柯博文為了避免具有強大力量的火種源(Allspark)落入狂派手中，透過一道太空橋將其送出賽博坦，但火種源同時也是賽博坦的生命之源，這個行為導致賽博坦逐漸死亡。因此，柯博文和部分博派成員搭上方舟號前往宇宙間探索、直到找回火種源為止，團隊成員包括包括大黃蜂的眾多觀眾熟悉的博派成員。但是在尋航過程中，因為方舟號上的超能量體(Energon)不足，所有艦上博派成員在柯博文的決定下全體進入休眠艙靜滯。在那之後，方舟在地球上找到了火種源的座標，但是在降落前就破損、許多休眠艙─擴大黃蜂的休眠艙─從方舟中掉出、包括已提早甦醒的鋼鎖，方舟最後墜毀在聖海倫斯山。大黃蜂的休眠艙掉到北極後維持靜滯狀態，而鋼鎖則和地球上的恐龍成為朋友並教導牠們賽博坦科技，並在地球上持續尋找方舟和火種源，但是在牠們成功之前，隨著隕石墜落、恐龍滅絕了、而鋼鎖因為能量缺乏、而以恐龍姿態回復靜滯狀態。 接下來就來到故事的開頭，在某個時間點甦醒的大黃蜂失去記憶後，在地球四處活動，直到風刃的到來。風刃是唯一一名通過僅有部分修復的太空橋的變形金剛，她從賽博坦來到地球的目的就是為了尋找失聯的方舟和其他船員，但第一個找到的卻是失去記憶的大黃蜂，因此具有城語者身分的風刃就以心靈感應的方式、使用從狂派搶來的心靈連結管和船艦幫助大黃蜂恢復記憶，並慢慢得到關於方舟和博派的線索，但同時他們也必須面對其它也在地球尋找方舟和火種源的狂派成員。 在找到了方舟的分離式數據無人機電訊十號(Teletraan-X)後、成功找到並透過城市電纜喚醒了鋼鎖，再加上他在靜滯前蒐集到的資料後，最終成功找到方舟、並緩醒其上包含柯博文等人的其它博派船員，而同時隨著狂派艦隊在天王星的帶領下從賽博坦透過修好的太空橋抵達地球，變形金剛之間的內戰在地球上再次展開。 |
| 第一季   | 15 | 恐龍王(King of the Dinosaurs) | 在戰前，賽博坦原來是一個和平的星球，但是當密卡登推翻原先的統治階級、成為統治者時，由柯博文率領的另一半賽博坦人開始抗議他的暴政，最終演變為全球規模的內戰。 在博派和狂派的戰爭期間，柯博文為了避免具有強大力量的火種源(Allspark)落入狂派手中，透過一道太空橋將其送出賽博坦，但火種源同時也是賽博坦的生命之源，這個行為導致賽博坦逐漸死亡。因此，柯博文和部分博派成員搭上方舟號前往宇宙間探索、直到找回火種源為止，團隊成員包括包括大黃蜂的眾多觀眾熟悉的博派成員。但是在尋航過程中，因為方舟號上的超能量體(Energon)不足，所有艦上博派成員在柯博文的決定下全體進入休眠艙靜滯。在那之後，方舟在地球上找到了火種源的座標，但是在降落前就破損、許多休眠艙─擴大黃蜂的休眠艙─從方舟中掉出、包括已提早甦醒的鋼鎖，方舟最後墜毀在聖海倫斯山。大黃蜂的休眠艙掉到北極後維持靜滯狀態，而鋼鎖則和地球上的恐龍成為朋友並教導牠們賽博坦科技，並在地球上持續尋找方舟和火種源，但是在牠們成功之前，隨著隕石墜落、恐龍滅絕了、而鋼鎖因為能量缺乏、而以恐龍姿態回復靜滯狀態。 接下來就來到故事的開頭，在某個時間點甦醒的大黃蜂失去記憶後，在地球四處活動，直到風刃的到來。風刃是唯一一名通過僅有部分修復的太空橋的變形金剛，她從賽博坦來到地球的目的就是為了尋找失聯的方舟和其他船員，但第一個找到的卻是失去記憶的大黃蜂，因此具有城語者身分的風刃就以心靈感應的方式、使用從狂派搶來的心靈連結管和船艦幫助大黃蜂恢復記憶，並慢慢得到關於方舟和博派的線索，但同時他們也必須面對其它也在地球尋找方舟和火種源的狂派成員。 在找到了方舟的分離式數據無人機電訊十號(Teletraan-X)後、成功找到並透過城市電纜喚醒了鋼鎖，再加上他在靜滯前蒐集到的資料後，最終成功找到方舟、並緩醒其上包含柯博文等人的其它博派船員，而同時隨著狂派艦隊在天王星的帶領下從賽博坦透過修好的太空橋抵達地球，變形金剛之間的內戰在地球上再次展開。 |
| 第一季   | 16 | 大滅絕(The Extinction Event) | 在戰前，賽博坦原來是一個和平的星球，但是當密卡登推翻原先的統治階級、成為統治者時，由柯博文率領的另一半賽博坦人開始抗議他的暴政，最終演變為全球規模的內戰。 在博派和狂派的戰爭期間，柯博文為了避免具有強大力量的火種源(Allspark)落入狂派手中，透過一道太空橋將其送出賽博坦，但火種源同時也是賽博坦的生命之源，這個行為導致賽博坦逐漸死亡。因此，柯博文和部分博派成員搭上方舟號前往宇宙間探索、直到找回火種源為止，團隊成員包括包括大黃蜂的眾多觀眾熟悉的博派成員。但是在尋航過程中，因為方舟號上的超能量體(Energon)不足，所有艦上博派成員在柯博文的決定下全體進入休眠艙靜滯。在那之後，方舟在地球上找到了火種源的座標，但是在降落前就破損、許多休眠艙─擴大黃蜂的休眠艙─從方舟中掉出、包括已提早甦醒的鋼鎖，方舟最後墜毀在聖海倫斯山。大黃蜂的休眠艙掉到北極後維持靜滯狀態，而鋼鎖則和地球上的恐龍成為朋友並教導牠們賽博坦科技，並在地球上持續尋找方舟和火種源，但是在牠們成功之前，隨著隕石墜落、恐龍滅絕了、而鋼鎖因為能量缺乏、而以恐龍姿態回復靜滯狀態。 接下來就來到故事的開頭，在某個時間點甦醒的大黃蜂失去記憶後，在地球四處活動，直到風刃的到來。風刃是唯一一名通過僅有部分修復的太空橋的變形金剛，她從賽博坦來到地球的目的就是為了尋找失聯的方舟和其他船員，但第一個找到的卻是失去記憶的大黃蜂，因此具有城語者身分的風刃就以心靈感應的方式、使用從狂派搶來的心靈連結管和船艦幫助大黃蜂恢復記憶，並慢慢得到關於方舟和博派的線索，但同時他們也必須面對其它也在地球尋找方舟和火種源的狂派成員。 在找到了方舟的分離式數據無人機電訊十號(Teletraan-X)後、成功找到並透過城市電纜喚醒了鋼鎖，再加上他在靜滯前蒐集到的資料後，最終成功找到方舟、並緩醒其上包含柯博文等人的其它博派船員，而同時隨著狂派艦隊在天王星的帶領下從賽博坦透過修好的太空橋抵達地球，變形金剛之間的內戰在地球上再次展開。 |
| 第一季   | 17 | 喚醒沉睡巨獸(Awaken Sleeping Giants) | 在戰前，賽博坦原來是一個和平的星球，但是當密卡登推翻原先的統治階級、成為統治者時，由柯博文率領的另一半賽博坦人開始抗議他的暴政，最終演變為全球規模的內戰。 在博派和狂派的戰爭期間，柯博文為了避免具有強大力量的火種源(Allspark)落入狂派手中，透過一道太空橋將其送出賽博坦，但火種源同時也是賽博坦的生命之源，這個行為導致賽博坦逐漸死亡。因此，柯博文和部分博派成員搭上方舟號前往宇宙間探索、直到找回火種源為止，團隊成員包括包括大黃蜂的眾多觀眾熟悉的博派成員。但是在尋航過程中，因為方舟號上的超能量體(Energon)不足，所有艦上博派成員在柯博文的決定下全體進入休眠艙靜滯。在那之後，方舟在地球上找到了火種源的座標，但是在降落前就破損、許多休眠艙─擴大黃蜂的休眠艙─從方舟中掉出、包括已提早甦醒的鋼鎖，方舟最後墜毀在聖海倫斯山。大黃蜂的休眠艙掉到北極後維持靜滯狀態，而鋼鎖則和地球上的恐龍成為朋友並教導牠們賽博坦科技，並在地球上持續尋找方舟和火種源，但是在牠們成功之前，隨著隕石墜落、恐龍滅絕了、而鋼鎖因為能量缺乏、而以恐龍姿態回復靜滯狀態。 接下來就來到故事的開頭，在某個時間點甦醒的大黃蜂失去記憶後，在地球四處活動，直到風刃的到來。風刃是唯一一名通過僅有部分修復的太空橋的變形金剛，她從賽博坦來到地球的目的就是為了尋找失聯的方舟和其他船員，但第一個找到的卻是失去記憶的大黃蜂，因此具有城語者身分的風刃就以心靈感應的方式、使用從狂派搶來的心靈連結管和船艦幫助大黃蜂恢復記憶，並慢慢得到關於方舟和博派的線索，但同時他們也必須面對其它也在地球尋找方舟和火種源的狂派成員。 在找到了方舟的分離式數據無人機電訊十號(Teletraan-X)後、成功找到並透過城市電纜喚醒了鋼鎖，再加上他在靜滯前蒐集到的資料後，最終成功找到方舟、並緩醒其上包含柯博文等人的其它博派船員，而同時隨著狂派艦隊在天王星的帶領下從賽博坦透過修好的太空橋抵達地球，變形金剛之間的內戰在地球上再次展開。 |
| 第一季   | 18 | 火山爆發(Eruption) | 在戰前，賽博坦原來是一個和平的星球，但是當密卡登推翻原先的統治階級、成為統治者時，由柯博文率領的另一半賽博坦人開始抗議他的暴政，最終演變為全球規模的內戰。 在博派和狂派的戰爭期間，柯博文為了避免具有強大力量的火種源(Allspark)落入狂派手中，透過一道太空橋將其送出賽博坦，但火種源同時也是賽博坦的生命之源，這個行為導致賽博坦逐漸死亡。因此，柯博文和部分博派成員搭上方舟號前往宇宙間探索、直到找回火種源為止，團隊成員包括包括大黃蜂的眾多觀眾熟悉的博派成員。但是在尋航過程中，因為方舟號上的超能量體(Energon)不足，所有艦上博派成員在柯博文的決定下全體進入休眠艙靜滯。在那之後，方舟在地球上找到了火種源的座標，但是在降落前就破損、許多休眠艙─擴大黃蜂的休眠艙─從方舟中掉出、包括已提早甦醒的鋼鎖，方舟最後墜毀在聖海倫斯山。大黃蜂的休眠艙掉到北極後維持靜滯狀態，而鋼鎖則和地球上的恐龍成為朋友並教導牠們賽博坦科技，並在地球上持續尋找方舟和火種源，但是在牠們成功之前，隨著隕石墜落、恐龍滅絕了、而鋼鎖因為能量缺乏、而以恐龍姿態回復靜滯狀態。 接下來就來到故事的開頭，在某個時間點甦醒的大黃蜂失去記憶後，在地球四處活動，直到風刃的到來。風刃是唯一一名通過僅有部分修復的太空橋的變形金剛，她從賽博坦來到地球的目的就是為了尋找失聯的方舟和其他船員，但第一個找到的卻是失去記憶的大黃蜂，因此具有城語者身分的風刃就以心靈感應的方式、使用從狂派搶來的心靈連結管和船艦幫助大黃蜂恢復記憶，並慢慢得到關於方舟和博派的線索，但同時他們也必須面對其它也在地球尋找方舟和火種源的狂派成員。 在找到了方舟的分離式數據無人機電訊十號(Teletraan-X)後、成功找到並透過城市電纜喚醒了鋼鎖，再加上他在靜滯前蒐集到的資料後，最終成功找到方舟、並緩醒其上包含柯博文等人的其它博派船員，而同時隨著狂派艦隊在天王星的帶領下從賽博坦透過修好的太空橋抵達地球，變形金剛之間的內戰在地球上再次展開。 |
| 第二季   | 副標題：火種源之力(Power of the Spark) | 副標題：火種源之力(Power of the Spark) | 副標題：火種源之力(Power of the Spark) |
| 第二季   | 1 | 寧靜海(Sea of Tranquility) | 在博派甦醒後，他們和狂派的戰爭在地球上持續延燒。在第二季開始的時間點，密卡登和其手下的狂派試圖用月球撞向地球，而博派前往月球阻止他們。在戰鬥過程中，密卡登受到重傷，而天王星抗命、拒絕提供空中支援後，怒火中燒的密卡登任命滑流成為追跡者的新指揮官。被剝奪職權的天王星無法再忍受密卡登的羞辱因而擊倒了密卡登並一度掌握了狂派最高指揮權。但是在事後重新站起且火冒三丈的密卡登回歸後痛擊了天王星被最終殺死他、並將他的屍體丟棄在月球上。同時，博派成功阻止狂派月球撞地球的計畫，但大黃蜂卻注意到有一隻黃色、黑色斑點的地球生物在過程中注視著他們。 |
| 第二季   | 2 | 惡月升起(Bad Moon Rising) | 在博派甦醒後，他們和狂派的戰爭在地球上持續延燒。在第二季開始的時間點，密卡登和其手下的狂派試圖用月球撞向地球，而博派前往月球阻止他們。在戰鬥過程中，密卡登受到重傷，而天王星抗命、拒絕提供空中支援後，怒火中燒的密卡登任命滑流成為追跡者的新指揮官。被剝奪職權的天王星無法再忍受密卡登的羞辱因而擊倒了密卡登並一度掌握了狂派最高指揮權。但是在事後重新站起且火冒三丈的密卡登回歸後痛擊了天王星被最終殺死他、並將他的屍體丟棄在月球上。同時，博派成功阻止狂派月球撞地球的計畫，但大黃蜂卻注意到有一隻黃色、黑色斑點的地球生物在過程中注視著他們。 |
| 第二季   | 3 | 訪客(The Vistor) | 在雅希的幫助下，大黃蜂得知該生物是一隻獵豹，並開始試著尋找他，然而似乎只有大黃蜂看的到那隻獵豹，直到最後那隻獵豹出現在所有人眼前才證實是真有其事。 |
| 第二季   | 4 | 打倒柯博文(Bring Me The Spark Of Optimus Prime) | 密卡登下令、要全體狂派試著想辦法將柯博文的火種帶給他，而他最得力的兩個手下音波和震盪波為了誰更優秀而產生了嫌隙，於是音波命令重擊摧毀震盪波的實驗室、而震盪波則命令地獄獵人摧毀音波的艙房、影襲者則強制性的要求兩人成為他計畫中的手下。而與此同時，滑流試著運用身為追跡者指揮官的權力完成任務，卻發現全體追跡者只剩下裂雷在船上。 感到苦惱的重擊和地獄獵人剛好遇到了尋找黃豹的羅德後，將其打暈並俘虜，不過就在密卡燈打算以羅德作為人質要求柯博文進行換俘時，羅德自行逃走了。 |
| 第二季   | 5 | 考驗(Trials) | 在發現了黃豹和火種源的關聯後，雙方人馬都積極尋找的黃豹，最終分別透過輪傑和震盪波的設備，柯博文和密卡登來到了火種源所在的山洞，並經由黃豹的安排進行了一連串的對決，以證明誰更有資格獲得火種源，最後天王星卻在兩人爭鬥時偷走了火種源。而滑流發現，其他不再報應號上的追跡者正在為天王星效力。最後，失去了火種源的黃豹加入的博派陣營。 |
| 第二季   | 6 | 黑暗誕生(Dark Birth) | 死後復活的瘋狂天王星召集了他的追跡者，以追跡者舊的地下礦井為據點，並打算利用火種源和狂派更早取得的魔力神球(Vector Sigma，一台賽博坦超級電腦)創造出一支無人機軍隊，殺死所有賽博坦人，以「解放所有賽博坦人的火種、讓大家永遠和火種源合而為一」。而與此同時，誤以為持有火種源的天王星還在狂派的博派與狂派再次陷入戰鬥，直到黃豹發現火種源根本不在狂派這裡。在天王星那邊，滑流試著從天王星手中偷走火種源，但是失敗、不得不負傷逃走。 |
| 第二季   | 7 | 談判(Parley) | 在見證過獲得火種源的天王星有何力量後，柯博文和密卡登時隔多年的再度重啟談判，地點在輪傑搭建的臨時營帳。在談判期間，雙方人馬原先緊張的在營帳周遭對峙，但隨著時間過去相處日見融洽。得知了天王星瘋狂計畫的滑流後，負傷逃走並試著警告當時正在談判的博派和狂派這件事，但是僅僅在被將其認知為叛徒的狂派成員霧隱暗丈殺死前讓風刃得知，而憤而向霧隱暗杖反擊的風刃也導致了談判再度破局。 |
| 第二季   | 8 | 天王星之子(Srascream's Children) | 在經過火種源的強化後，天王星同時對博派和狂派發動攻擊，不過被加入博派的黃豹擊退。 |
| 第二季   | 9 | 角鬥(Spotted) | 黃豹試著對博派有貢獻，大黃蜂決定教導他一些作為偵查兵的技巧。 |
| 第二季   | 10 | 秘密科學(Secret Science) | 為了達成各自領袖交派「找到天王星」的任務，輪傑和震盪波在進行研究時巧遇，於是震盪波綁架了他認為具有和自己同等智商的輪傑以促進研究，最後輪傑成功逃出狂派飛船、且雙方都恰巧透過對方的研究找到了鎖定天汪行位置的方法。 |
| 第二季   | 11 | 冤冤相報(Infinite Vendetta) | 先前被各自陣營認為失蹤死亡的博派成員天火和狂派成員天鯊各自出現在對方的營地、並不顧其他人、再次展開爭鬥。天王星向雙方提供了火種源的力量加強、好分散兩邊陣營對他的注意力，不過適得其反，使他成為兩派人馬的共同攻擊目標。 |
| 第二季   | 12 | 我就是火種源(I Am The Allspark) | 天王星的計畫成功後，他首先吸收了他周圍的追跡者的火種、殺死他們，之後打算對博派和狂派如法炮製，但柯博文利用他的領袖矩陣使火種源脫離天王星、並在一片爭奪戰中、最後被黃豹拾回，在爭鬥結束前，大黃蜂帶走了天王星。 |
| 第二季   | 13 | 逃出地球(Escape From Earth) | 博派攜帶火種源、在逃出狂派的封鎖後，啟程返回賽博坦，而狂派則透過震盪波隱藏起來的太空橋先一步回到母星。 |
| 第二季   | 14 | 派對風波(Party Down) | 為了慶祝方舟號成功攜帶火種源回到賽博坦，方舟號上的船員舉行慶祝派對，但是黃豹發現自己並不喜歡這樣熱鬧的場合，而來到方舟號寧靜的艙外後發現柯博文也在這裡，然而在派對中，輪傑用來提升氣氛的超能量徽章卻導致意外效果、讓所有人發生暴力衝突。唯二沒有受到影響的黃豹和柯博文順利解決問題之後，柯博文再次想辦法帶動派對氣氛。 |
| 第二季   | 15 | 殲滅分裂(Wipe Out) | 在航程中，方舟號正好遭遇到一陣太陽風，而羅德、大黃蜂趁機帶黃豹去進行太陽風衝浪，期間三人被衝散後，遇到了一群分裂成三個派系、分別佔據小行星並不斷彼此鬥爭的的鯊魚精。 |
| 第二季   | 16 | 鬼城(Ghost Town) | 在航程中，風刃用火種源的力量喚醒了一名沉睡的古老泰坦克羅頓，天王星趁他離開前去尋者自己被綁架的住民時、偷渡在他身上逃跑了。 |
| 第二季   | 17 | 完美風暴(Perfect Storm) | 在尋找冒險的同時，鋼鎖和雅希必須保護方舟免於一連串天體災難。 |
| 第二季   | 18 | 交叉路口(The Crossraods) | 輪傑利用火種源的強大能量開啟了一座太空橋，但是他們不知道先行抵達的狂派已經準備了陷阱在等待他們。 |
| 第三季   | 副標題：大黃蜂賽博坦歷險(Chapter Three: Bumblebee Cyberverse Adventures) 補充：第三季是本作最終季，副標題改為「大黃蜂賽博坦歷險」，一共由三條故事線組成，前四集是博派和狂派的戰爭，第六集到十八集是昆塔紗人對賽博坦的入侵，之後是大黃蜂尋找風刃的靈魂碎片。 | 副標題：大黃蜂賽博坦歷險(Chapter Three: Bumblebee Cyberverse Adventures) 補充：第三季是本作最終季，副標題改為「大黃蜂賽博坦歷險」，一共由三條故事線組成，前四集是博派和狂派的戰爭，第六集到十八集是昆塔紗人對賽博坦的入侵，之後是大黃蜂尋找風刃的靈魂碎片。 | 副標題：大黃蜂賽博坦歷險(Chapter Three: Bumblebee Cyberverse Adventures) 補充：第三季是本作最終季，副標題改為「大黃蜂賽博坦歷險」，一共由三條故事線組成，前四集是博派和狂派的戰爭，第六集到十八集是昆塔紗人對賽博坦的入侵，之後是大黃蜂尋找風刃的靈魂碎片。 |
| 第三季   | 1 | 賽博坦之戰：第一部分(Battle for Cybertron Part 1) | 在方舟回到賽博坦後，狂派試著用陷阱，一股作氣摧毀方舟和其上的所有博派，但柯博文預料到這一可能性、並提早讓船員在震盪波的雷射陷阱摧毀船艦之前下船，電訊十號也成功脫離。之後便是博派和狂派的大戰，其中，巡弋者為了替柯博文擋住被影襲者的射擊而死、讓其感到震驚，也令柯博文對密卡登感到憤怒。同時，風刃協助輪傑將魔力神球送入非空間摧毀，並也將霧隱暗丈送入其中、替滑流復仇。 同時，羅德帶領大黃蜂和黃豹帶著火種源送往賽博坦深處的火種源之井，途中遭受漂移的攔截、使羅德犧牲為代價讓大黃蜂和黃豹可以繼續前進。最後面對震盪波以自身火種為代價、自殺式汙染火種源時，黃豹成功阻止了他，但也讓自己重歸於火種源之中。在那之後，柯博文也在主要戰場擊敗了密卡登，這場戰爭以博派的勝利告終。 |
| 第三季   | 2 | 賽博坦之戰：第二部分(Battle for Cybertron Part 2) | 在方舟回到賽博坦後，狂派試著用陷阱，一股作氣摧毀方舟和其上的所有博派，但柯博文預料到這一可能性、並提早讓船員在震盪波的雷射陷阱摧毀船艦之前下船，電訊十號也成功脫離。之後便是博派和狂派的大戰，其中，巡弋者為了替柯博文擋住被影襲者的射擊而死、讓其感到震驚，也令柯博文對密卡登感到憤怒。同時，風刃協助輪傑將魔力神球送入非空間摧毀，並也將霧隱暗丈送入其中、替滑流復仇。 同時，羅德帶領大黃蜂和黃豹帶著火種源送往賽博坦深處的火種源之井，途中遭受漂移的攔截、使羅德犧牲為代價讓大黃蜂和黃豹可以繼續前進。最後面對震盪波以自身火種為代價、自殺式汙染火種源時，黃豹成功阻止了他，但也讓自己重歸於火種源之中。在那之後，柯博文也在主要戰場擊敗了密卡登，這場戰爭以博派的勝利告終。 |
| 第三季   | 3 | 賽博坦之戰：第三部分(Battle for Cybertron Part 3) | 在方舟回到賽博坦後，狂派試著用陷阱，一股作氣摧毀方舟和其上的所有博派，但柯博文預料到這一可能性、並提早讓船員在震盪波的雷射陷阱摧毀船艦之前下船，電訊十號也成功脫離。之後便是博派和狂派的大戰，其中，巡弋者為了替柯博文擋住被影襲者的射擊而死、讓其感到震驚，也令柯博文對密卡登感到憤怒。同時，風刃協助輪傑將魔力神球送入非空間摧毀，並也將霧隱暗丈送入其中、替滑流復仇。 同時，羅德帶領大黃蜂和黃豹帶著火種源送往賽博坦深處的火種源之井，途中遭受漂移的攔截、使羅德犧牲為代價讓大黃蜂和黃豹可以繼續前進。最後面對震盪波以自身火種為代價、自殺式汙染火種源時，黃豹成功阻止了他，但也讓自己重歸於火種源之中。在那之後，柯博文也在主要戰場擊敗了密卡登，這場戰爭以博派的勝利告終。 |
| 第三季   | 4 | 賽博坦之戰：第四部分(Battle for Cybertron Part 4) | 在方舟回到賽博坦後，狂派試著用陷阱，一股作氣摧毀方舟和其上的所有博派，但柯博文預料到這一可能性、並提早讓船員在震盪波的雷射陷阱摧毀船艦之前下船，電訊十號也成功脫離。之後便是博派和狂派的大戰，其中，巡弋者為了替柯博文擋住被影襲者的射擊而死、讓其感到震驚，也令柯博文對密卡登感到憤怒。同時，風刃協助輪傑將魔力神球送入非空間摧毀，並也將霧隱暗丈送入其中、替滑流復仇。 同時，羅德帶領大黃蜂和黃豹帶著火種源送往賽博坦深處的火種源之井，途中遭受漂移的攔截、使羅德犧牲為代價讓大黃蜂和黃豹可以繼續前進。最後面對震盪波以自身火種為代價、自殺式汙染火種源時，黃豹成功阻止了他，但也讓自己重歸於火種源之中。在那之後，柯博文也在主要戰場擊敗了密卡登，這場戰爭以博派的勝利告終。 |
| 第三季   | 5 | 循環(The Loop) | 是不久的某個時間點之後，多元宇宙征服者昆特紗帶著他的軍隊來到賽博坦，將幾乎所有變形金剛都困在了一個勝利大遊行的循環幻覺中，並榨取他們的火種。從賽博坦地底毒沼重新站起的羅德和感應者成功過躲過了他們的追捕，並陸續釋放了一些博派和狂派成員，包括重擊、死巷、音波、旋刃，成為一股小規模的抵抗勢力，並以由麥卡丹經營的酒吧麥卡丹熱油吧當作據點。在當地酒吧下方找到了一個沉睡的泰坦─鐵堡王，並決定讓城語者風刃喚醒他。之後，儘管經歷過激烈的爭執，但是羅德和音波合作擊倒了昆特紗的科學家、釋放了其餘所有賽博坦人。 在羅德和音波的領導下，兩派勢力決定合作擊倒昆特紗人，在途中輪傑發現他們的飛船上的多元宇宙引擎是他們可以征服宇宙的關鍵，因此柯博文、密卡登、大黃蜂、輪傑、死路計畫潛入其主艦中摧毀它，而羅德和音波率領其他變形金剛們摧毀了昆特紗星人的主塔，風刃嘗試喚醒了鐵堡王，但失敗。同時，密卡登背叛了柯博文，和死路在主塔被摧毀前穿過多元宇宙傳送門。之後，天王星作為這個宇宙的法官，從廢墟中被昆特紗星人被喚醒，並打算用他的力量征服賽博坦，並成功囚禁大多數的賽博坦人。而柯博文、大黃蜂、輪傑則在追進多元宇宙傳送空間後試著逃脫。之後，風刃成功和麥卡丹喚醒鐵堡王，使天王星召喚出被控制的克羅頓應戰，在鐵堡王即將擊敗克羅頓時，天王星使用了一道非空間傳送門傳送走其頭部、使鐵堡王死去、並自動變形回城市模式。 在柯博文、大黃蜂、輪傑逃離多元宇宙傳送空間後，他們來到科學家的實驗室，面對永無止盡的複製體，最終輪傑找到了科學家的本體並將其擊敗。隨後，密卡登和死路在太空火車的幫助下從多元宇宙回歸，前來拯救他的同胞，也因此和讓柯博文「欠下他一個人情」。風刃以自身靈魂四散為代價解放被控制的克羅頓，其身體則被克羅頓帶離戰場。密卡登向柯博文透漏他在多元宇宙搶到了屬於自己的領袖矩陣，並在兩人一起合作使用自己的領袖矩陣的情況下永久的擊敗了天王星。 |
| 第三季   | 6 | 死巷(The Dead End) | 是不久的某個時間點之後，多元宇宙征服者昆特紗帶著他的軍隊來到賽博坦，將幾乎所有變形金剛都困在了一個勝利大遊行的循環幻覺中，並榨取他們的火種。從賽博坦地底毒沼重新站起的羅德和感應者成功過躲過了他們的追捕，並陸續釋放了一些博派和狂派成員，包括重擊、死巷、音波、旋刃，成為一股小規模的抵抗勢力，並以由麥卡丹經營的酒吧麥卡丹熱油吧當作據點。在當地酒吧下方找到了一個沉睡的泰坦─鐵堡王，並決定讓城語者風刃喚醒他。之後，儘管經歷過激烈的爭執，但是羅德和音波合作擊倒了昆特紗的科學家、釋放了其餘所有賽博坦人。 在羅德和音波的領導下，兩派勢力決定合作擊倒昆特紗人，在途中輪傑發現他們的飛船上的多元宇宙引擎是他們可以征服宇宙的關鍵，因此柯博文、密卡登、大黃蜂、輪傑、死路計畫潛入其主艦中摧毀它，而羅德和音波率領其他變形金剛們摧毀了昆特紗星人的主塔，風刃嘗試喚醒了鐵堡王，但失敗。同時，密卡登背叛了柯博文，和死路在主塔被摧毀前穿過多元宇宙傳送門。之後，天王星作為這個宇宙的法官，從廢墟中被昆特紗星人被喚醒，並打算用他的力量征服賽博坦，並成功囚禁大多數的賽博坦人。而柯博文、大黃蜂、輪傑則在追進多元宇宙傳送空間後試著逃脫。之後，風刃成功和麥卡丹喚醒鐵堡王，使天王星召喚出被控制的克羅頓應戰，在鐵堡王即將擊敗克羅頓時，天王星使用了一道非空間傳送門傳送走其頭部、使鐵堡王死去、並自動變形回城市模式。 在柯博文、大黃蜂、輪傑逃離多元宇宙傳送空間後，他們來到科學家的實驗室，面對永無止盡的複製體，最終輪傑找到了科學家的本體並將其擊敗。隨後，密卡登和死路在太空火車的幫助下從多元宇宙回歸，前來拯救他的同胞，也因此和讓柯博文「欠下他一個人情」。風刃以自身靈魂四散為代價解放被控制的克羅頓，其身體則被克羅頓帶離戰場。密卡登向柯博文透漏他在多元宇宙搶到了屬於自己的領袖矩陣，並在兩人一起合作使用自己的領袖矩陣的情況下永久的擊敗了天王星。 |
| 第三季   | 7 | 沉睡者(The Sleeper) | 是不久的某個時間點之後，多元宇宙征服者昆特紗帶著他的軍隊來到賽博坦，將幾乎所有變形金剛都困在了一個勝利大遊行的循環幻覺中，並榨取他們的火種。從賽博坦地底毒沼重新站起的羅德和感應者成功過躲過了他們的追捕，並陸續釋放了一些博派和狂派成員，包括重擊、死巷、音波、旋刃，成為一股小規模的抵抗勢力，並以由麥卡丹經營的酒吧麥卡丹熱油吧當作據點。在當地酒吧下方找到了一個沉睡的泰坦─鐵堡王，並決定讓城語者風刃喚醒他。之後，儘管經歷過激烈的爭執，但是羅德和音波合作擊倒了昆特紗的科學家、釋放了其餘所有賽博坦人。 在羅德和音波的領導下，兩派勢力決定合作擊倒昆特紗人，在途中輪傑發現他們的飛船上的多元宇宙引擎是他們可以征服宇宙的關鍵，因此柯博文、密卡登、大黃蜂、輪傑、死路計畫潛入其主艦中摧毀它，而羅德和音波率領其他變形金剛們摧毀了昆特紗星人的主塔，風刃嘗試喚醒了鐵堡王，但失敗。同時，密卡登背叛了柯博文，和死路在主塔被摧毀前穿過多元宇宙傳送門。之後，天王星作為這個宇宙的法官，從廢墟中被昆特紗星人被喚醒，並打算用他的力量征服賽博坦，並成功囚禁大多數的賽博坦人。而柯博文、大黃蜂、輪傑則在追進多元宇宙傳送空間後試著逃脫。之後，風刃成功和麥卡丹喚醒鐵堡王，使天王星召喚出被控制的克羅頓應戰，在鐵堡王即將擊敗克羅頓時，天王星使用了一道非空間傳送門傳送走其頭部、使鐵堡王死去、並自動變形回城市模式。 在柯博文、大黃蜂、輪傑逃離多元宇宙傳送空間後，他們來到科學家的實驗室，面對永無止盡的複製體，最終輪傑找到了科學家的本體並將其擊敗。隨後，密卡登和死路在太空火車的幫助下從多元宇宙回歸，前來拯救他的同胞，也因此和讓柯博文「欠下他一個人情」。風刃以自身靈魂四散為代價解放被控制的克羅頓，其身體則被克羅頓帶離戰場。密卡登向柯博文透漏他在多元宇宙搶到了屬於自己的領袖矩陣，並在兩人一起合作使用自己的領袖矩陣的情況下永久的擊敗了天王星。 |
| 第三季   | 8 | 居民(The Citizen) | 是不久的某個時間點之後，多元宇宙征服者昆特紗帶著他的軍隊來到賽博坦，將幾乎所有變形金剛都困在了一個勝利大遊行的循環幻覺中，並榨取他們的火種。從賽博坦地底毒沼重新站起的羅德和感應者成功過躲過了他們的追捕，並陸續釋放了一些博派和狂派成員，包括重擊、死巷、音波、旋刃，成為一股小規模的抵抗勢力，並以由麥卡丹經營的酒吧麥卡丹熱油吧當作據點。在當地酒吧下方找到了一個沉睡的泰坦─鐵堡王，並決定讓城語者風刃喚醒他。之後，儘管經歷過激烈的爭執，但是羅德和音波合作擊倒了昆特紗的科學家、釋放了其餘所有賽博坦人。 在羅德和音波的領導下，兩派勢力決定合作擊倒昆特紗人，在途中輪傑發現他們的飛船上的多元宇宙引擎是他們可以征服宇宙的關鍵，因此柯博文、密卡登、大黃蜂、輪傑、死路計畫潛入其主艦中摧毀它，而羅德和音波率領其他變形金剛們摧毀了昆特紗星人的主塔，風刃嘗試喚醒了鐵堡王，但失敗。同時，密卡登背叛了柯博文，和死路在主塔被摧毀前穿過多元宇宙傳送門。之後，天王星作為這個宇宙的法官，從廢墟中被昆特紗星人被喚醒，並打算用他的力量征服賽博坦，並成功囚禁大多數的賽博坦人。而柯博文、大黃蜂、輪傑則在追進多元宇宙傳送空間後試著逃脫。之後，風刃成功和麥卡丹喚醒鐵堡王，使天王星召喚出被控制的克羅頓應戰，在鐵堡王即將擊敗克羅頓時，天王星使用了一道非空間傳送門傳送走其頭部、使鐵堡王死去、並自動變形回城市模式。 在柯博文、大黃蜂、輪傑逃離多元宇宙傳送空間後，他們來到科學家的實驗室，面對永無止盡的複製體，最終輪傑找到了科學家的本體並將其擊敗。隨後，密卡登和死路在太空火車的幫助下從多元宇宙回歸，前來拯救他的同胞，也因此和讓柯博文「欠下他一個人情」。風刃以自身靈魂四散為代價解放被控制的克羅頓，其身體則被克羅頓帶離戰場。密卡登向柯博文透漏他在多元宇宙搶到了屬於自己的領袖矩陣，並在兩人一起合作使用自己的領袖矩陣的情況下永久的擊敗了天王星。 |
| 第三季   | 9 | 審判(The Trial) | 是不久的某個時間點之後，多元宇宙征服者昆特紗帶著他的軍隊來到賽博坦，將幾乎所有變形金剛都困在了一個勝利大遊行的循環幻覺中，並榨取他們的火種。從賽博坦地底毒沼重新站起的羅德和感應者成功過躲過了他們的追捕，並陸續釋放了一些博派和狂派成員，包括重擊、死巷、音波、旋刃，成為一股小規模的抵抗勢力，並以由麥卡丹經營的酒吧麥卡丹熱油吧當作據點。在當地酒吧下方找到了一個沉睡的泰坦─鐵堡王，並決定讓城語者風刃喚醒他。之後，儘管經歷過激烈的爭執，但是羅德和音波合作擊倒了昆特紗的科學家、釋放了其餘所有賽博坦人。 在羅德和音波的領導下，兩派勢力決定合作擊倒昆特紗人，在途中輪傑發現他們的飛船上的多元宇宙引擎是他們可以征服宇宙的關鍵，因此柯博文、密卡登、大黃蜂、輪傑、死路計畫潛入其主艦中摧毀它，而羅德和音波率領其他變形金剛們摧毀了昆特紗星人的主塔，風刃嘗試喚醒了鐵堡王，但失敗。同時，密卡登背叛了柯博文，和死路在主塔被摧毀前穿過多元宇宙傳送門。之後，天王星作為這個宇宙的法官，從廢墟中被昆特紗星人被喚醒，並打算用他的力量征服賽博坦，並成功囚禁大多數的賽博坦人。而柯博文、大黃蜂、輪傑則在追進多元宇宙傳送空間後試著逃脫。之後，風刃成功和麥卡丹喚醒鐵堡王，使天王星召喚出被控制的克羅頓應戰，在鐵堡王即將擊敗克羅頓時，天王星使用了一道非空間傳送門傳送走其頭部、使鐵堡王死去、並自動變形回城市模式。 在柯博文、大黃蜂、輪傑逃離多元宇宙傳送空間後，他們來到科學家的實驗室，面對永無止盡的複製體，最終輪傑找到了科學家的本體並將其擊敗。隨後，密卡登和死路在太空火車的幫助下從多元宇宙回歸，前來拯救他的同胞，也因此和讓柯博文「欠下他一個人情」。風刃以自身靈魂四散為代價解放被控制的克羅頓，其身體則被克羅頓帶離戰場。密卡登向柯博文透漏他在多元宇宙搶到了屬於自己的領袖矩陣，並在兩人一起合作使用自己的領袖矩陣的情況下永久的擊敗了天王星。 |
| 第三季   | 10 | 囚犯(The Prisoner) | 是不久的某個時間點之後，多元宇宙征服者昆特紗帶著他的軍隊來到賽博坦，將幾乎所有變形金剛都困在了一個勝利大遊行的循環幻覺中，並榨取他們的火種。從賽博坦地底毒沼重新站起的羅德和感應者成功過躲過了他們的追捕，並陸續釋放了一些博派和狂派成員，包括重擊、死巷、音波、旋刃，成為一股小規模的抵抗勢力，並以由麥卡丹經營的酒吧麥卡丹熱油吧當作據點。在當地酒吧下方找到了一個沉睡的泰坦─鐵堡王，並決定讓城語者風刃喚醒他。之後，儘管經歷過激烈的爭執，但是羅德和音波合作擊倒了昆特紗的科學家、釋放了其餘所有賽博坦人。 在羅德和音波的領導下，兩派勢力決定合作擊倒昆特紗人，在途中輪傑發現他們的飛船上的多元宇宙引擎是他們可以征服宇宙的關鍵，因此柯博文、密卡登、大黃蜂、輪傑、死路計畫潛入其主艦中摧毀它，而羅德和音波率領其他變形金剛們摧毀了昆特紗星人的主塔，風刃嘗試喚醒了鐵堡王，但失敗。同時，密卡登背叛了柯博文，和死路在主塔被摧毀前穿過多元宇宙傳送門。之後，天王星作為這個宇宙的法官，從廢墟中被昆特紗星人被喚醒，並打算用他的力量征服賽博坦，並成功囚禁大多數的賽博坦人。而柯博文、大黃蜂、輪傑則在追進多元宇宙傳送空間後試著逃脫。之後，風刃成功和麥卡丹喚醒鐵堡王，使天王星召喚出被控制的克羅頓應戰，在鐵堡王即將擊敗克羅頓時，天王星使用了一道非空間傳送門傳送走其頭部、使鐵堡王死去、並自動變形回城市模式。 在柯博文、大黃蜂、輪傑逃離多元宇宙傳送空間後，他們來到科學家的實驗室，面對永無止盡的複製體，最終輪傑找到了科學家的本體並將其擊敗。隨後，密卡登和死路在太空火車的幫助下從多元宇宙回歸，前來拯救他的同胞，也因此和讓柯博文「欠下他一個人情」。風刃以自身靈魂四散為代價解放被控制的克羅頓，其身體則被克羅頓帶離戰場。密卡登向柯博文透漏他在多元宇宙搶到了屬於自己的領袖矩陣，並在兩人一起合作使用自己的領袖矩陣的情況下永久的擊敗了天王星。 |
| 第三季   | 11 | 科學家(The Scientist) | 是不久的某個時間點之後，多元宇宙征服者昆特紗帶著他的軍隊來到賽博坦，將幾乎所有變形金剛都困在了一個勝利大遊行的循環幻覺中，並榨取他們的火種。從賽博坦地底毒沼重新站起的羅德和感應者成功過躲過了他們的追捕，並陸續釋放了一些博派和狂派成員，包括重擊、死巷、音波、旋刃，成為一股小規模的抵抗勢力，並以由麥卡丹經營的酒吧麥卡丹熱油吧當作據點。在當地酒吧下方找到了一個沉睡的泰坦─鐵堡王，並決定讓城語者風刃喚醒他。之後，儘管經歷過激烈的爭執，但是羅德和音波合作擊倒了昆特紗的科學家、釋放了其餘所有賽博坦人。 在羅德和音波的領導下，兩派勢力決定合作擊倒昆特紗人，在途中輪傑發現他們的飛船上的多元宇宙引擎是他們可以征服宇宙的關鍵，因此柯博文、密卡登、大黃蜂、輪傑、死路計畫潛入其主艦中摧毀它，而羅德和音波率領其他變形金剛們摧毀了昆特紗星人的主塔，風刃嘗試喚醒了鐵堡王，但失敗。同時，密卡登背叛了柯博文，和死路在主塔被摧毀前穿過多元宇宙傳送門。之後，天王星作為這個宇宙的法官，從廢墟中被昆特紗星人被喚醒，並打算用他的力量征服賽博坦，並成功囚禁大多數的賽博坦人。而柯博文、大黃蜂、輪傑則在追進多元宇宙傳送空間後試著逃脫。之後，風刃成功和麥卡丹喚醒鐵堡王，使天王星召喚出被控制的克羅頓應戰，在鐵堡王即將擊敗克羅頓時，天王星使用了一道非空間傳送門傳送走其頭部、使鐵堡王死去、並自動變形回城市模式。 在柯博文、大黃蜂、輪傑逃離多元宇宙傳送空間後，他們來到科學家的實驗室，面對永無止盡的複製體，最終輪傑找到了科學家的本體並將其擊敗。隨後，密卡登和死路在太空火車的幫助下從多元宇宙回歸，前來拯救他的同胞，也因此和讓柯博文「欠下他一個人情」。風刃以自身靈魂四散為代價解放被控制的克羅頓，其身體則被克羅頓帶離戰場。密卡登向柯博文透漏他在多元宇宙搶到了屬於自己的領袖矩陣，並在兩人一起合作使用自己的領袖矩陣的情況下永久的擊敗了天王星。 |
| 第三季   | 12 | 同盟(The Alliance) | 是不久的某個時間點之後，多元宇宙征服者昆特紗帶著他的軍隊來到賽博坦，將幾乎所有變形金剛都困在了一個勝利大遊行的循環幻覺中，並榨取他們的火種。從賽博坦地底毒沼重新站起的羅德和感應者成功過躲過了他們的追捕，並陸續釋放了一些博派和狂派成員，包括重擊、死巷、音波、旋刃，成為一股小規模的抵抗勢力，並以由麥卡丹經營的酒吧麥卡丹熱油吧當作據點。在當地酒吧下方找到了一個沉睡的泰坦─鐵堡王，並決定讓城語者風刃喚醒他。之後，儘管經歷過激烈的爭執，但是羅德和音波合作擊倒了昆特紗的科學家、釋放了其餘所有賽博坦人。 在羅德和音波的領導下，兩派勢力決定合作擊倒昆特紗人，在途中輪傑發現他們的飛船上的多元宇宙引擎是他們可以征服宇宙的關鍵，因此柯博文、密卡登、大黃蜂、輪傑、死路計畫潛入其主艦中摧毀它，而羅德和音波率領其他變形金剛們摧毀了昆特紗星人的主塔，風刃嘗試喚醒了鐵堡王，但失敗。同時，密卡登背叛了柯博文，和死路在主塔被摧毀前穿過多元宇宙傳送門。之後，天王星作為這個宇宙的法官，從廢墟中被昆特紗星人被喚醒，並打算用他的力量征服賽博坦，並成功囚禁大多數的賽博坦人。而柯博文、大黃蜂、輪傑則在追進多元宇宙傳送空間後試著逃脫。之後，風刃成功和麥卡丹喚醒鐵堡王，使天王星召喚出被控制的克羅頓應戰，在鐵堡王即將擊敗克羅頓時，天王星使用了一道非空間傳送門傳送走其頭部、使鐵堡王死去、並自動變形回城市模式。 在柯博文、大黃蜂、輪傑逃離多元宇宙傳送空間後，他們來到科學家的實驗室，面對永無止盡的複製體，最終輪傑找到了科學家的本體並將其擊敗。隨後，密卡登和死路在太空火車的幫助下從多元宇宙回歸，前來拯救他的同胞，也因此和讓柯博文「欠下他一個人情」。風刃以自身靈魂四散為代價解放被控制的克羅頓，其身體則被克羅頓帶離戰場。密卡登向柯博文透漏他在多元宇宙搶到了屬於自己的領袖矩陣，並在兩人一起合作使用自己的領袖矩陣的情況下永久的擊敗了天王星。 |
| 第三季   | 13 | 法官(The Judge) | 是不久的某個時間點之後，多元宇宙征服者昆特紗帶著他的軍隊來到賽博坦，將幾乎所有變形金剛都困在了一個勝利大遊行的循環幻覺中，並榨取他們的火種。從賽博坦地底毒沼重新站起的羅德和感應者成功過躲過了他們的追捕，並陸續釋放了一些博派和狂派成員，包括重擊、死巷、音波、旋刃，成為一股小規模的抵抗勢力，並以由麥卡丹經營的酒吧麥卡丹熱油吧當作據點。在當地酒吧下方找到了一個沉睡的泰坦─鐵堡王，並決定讓城語者風刃喚醒他。之後，儘管經歷過激烈的爭執，但是羅德和音波合作擊倒了昆特紗的科學家、釋放了其餘所有賽博坦人。 在羅德和音波的領導下，兩派勢力決定合作擊倒昆特紗人，在途中輪傑發現他們的飛船上的多元宇宙引擎是他們可以征服宇宙的關鍵，因此柯博文、密卡登、大黃蜂、輪傑、死路計畫潛入其主艦中摧毀它，而羅德和音波率領其他變形金剛們摧毀了昆特紗星人的主塔，風刃嘗試喚醒了鐵堡王，但失敗。同時，密卡登背叛了柯博文，和死路在主塔被摧毀前穿過多元宇宙傳送門。之後，天王星作為這個宇宙的法官，從廢墟中被昆特紗星人被喚醒，並打算用他的力量征服賽博坦，並成功囚禁大多數的賽博坦人。而柯博文、大黃蜂、輪傑則在追進多元宇宙傳送空間後試著逃脫。之後，風刃成功和麥卡丹喚醒鐵堡王，使天王星召喚出被控制的克羅頓應戰，在鐵堡王即將擊敗克羅頓時，天王星使用了一道非空間傳送門傳送走其頭部、使鐵堡王死去、並自動變形回城市模式。 在柯博文、大黃蜂、輪傑逃離多元宇宙傳送空間後，他們來到科學家的實驗室，面對永無止盡的複製體，最終輪傑找到了科學家的本體並將其擊敗。隨後，密卡登和死路在太空火車的幫助下從多元宇宙回歸，前來拯救他的同胞，也因此和讓柯博文「欠下他一個人情」。風刃以自身靈魂四散為代價解放被控制的克羅頓，其身體則被克羅頓帶離戰場。密卡登向柯博文透漏他在多元宇宙搶到了屬於自己的領袖矩陣，並在兩人一起合作使用自己的領袖矩陣的情況下永久的擊敗了天王星。 |
| 第三季   | 14 | 宇宙的終結：第一部分(The End of the Universe - Part 1) | 是不久的某個時間點之後，多元宇宙征服者昆特紗帶著他的軍隊來到賽博坦，將幾乎所有變形金剛都困在了一個勝利大遊行的循環幻覺中，並榨取他們的火種。從賽博坦地底毒沼重新站起的羅德和感應者成功過躲過了他們的追捕，並陸續釋放了一些博派和狂派成員，包括重擊、死巷、音波、旋刃，成為一股小規模的抵抗勢力，並以由麥卡丹經營的酒吧麥卡丹熱油吧當作據點。在當地酒吧下方找到了一個沉睡的泰坦─鐵堡王，並決定讓城語者風刃喚醒他。之後，儘管經歷過激烈的爭執，但是羅德和音波合作擊倒了昆特紗的科學家、釋放了其餘所有賽博坦人。 在羅德和音波的領導下，兩派勢力決定合作擊倒昆特紗人，在途中輪傑發現他們的飛船上的多元宇宙引擎是他們可以征服宇宙的關鍵，因此柯博文、密卡登、大黃蜂、輪傑、死路計畫潛入其主艦中摧毀它，而羅德和音波率領其他變形金剛們摧毀了昆特紗星人的主塔，風刃嘗試喚醒了鐵堡王，但失敗。同時，密卡登背叛了柯博文，和死路在主塔被摧毀前穿過多元宇宙傳送門。之後，天王星作為這個宇宙的法官，從廢墟中被昆特紗星人被喚醒，並打算用他的力量征服賽博坦，並成功囚禁大多數的賽博坦人。而柯博文、大黃蜂、輪傑則在追進多元宇宙傳送空間後試著逃脫。之後，風刃成功和麥卡丹喚醒鐵堡王，使天王星召喚出被控制的克羅頓應戰，在鐵堡王即將擊敗克羅頓時，天王星使用了一道非空間傳送門傳送走其頭部、使鐵堡王死去、並自動變形回城市模式。 在柯博文、大黃蜂、輪傑逃離多元宇宙傳送空間後，他們來到科學家的實驗室，面對永無止盡的複製體，最終輪傑找到了科學家的本體並將其擊敗。隨後，密卡登和死路在太空火車的幫助下從多元宇宙回歸，前來拯救他的同胞，也因此和讓柯博文「欠下他一個人情」。風刃以自身靈魂四散為代價解放被控制的克羅頓，其身體則被克羅頓帶離戰場。密卡登向柯博文透漏他在多元宇宙搶到了屬於自己的領袖矩陣，並在兩人一起合作使用自己的領袖矩陣的情況下永久的擊敗了天王星。 |
| 第三季   | 15 | 宇宙的終結：第二部分(The End of the Universe - Part 2) | 是不久的某個時間點之後，多元宇宙征服者昆特紗帶著他的軍隊來到賽博坦，將幾乎所有變形金剛都困在了一個勝利大遊行的循環幻覺中，並榨取他們的火種。從賽博坦地底毒沼重新站起的羅德和感應者成功過躲過了他們的追捕，並陸續釋放了一些博派和狂派成員，包括重擊、死巷、音波、旋刃，成為一股小規模的抵抗勢力，並以由麥卡丹經營的酒吧麥卡丹熱油吧當作據點。在當地酒吧下方找到了一個沉睡的泰坦─鐵堡王，並決定讓城語者風刃喚醒他。之後，儘管經歷過激烈的爭執，但是羅德和音波合作擊倒了昆特紗的科學家、釋放了其餘所有賽博坦人。 在羅德和音波的領導下，兩派勢力決定合作擊倒昆特紗人，在途中輪傑發現他們的飛船上的多元宇宙引擎是他們可以征服宇宙的關鍵，因此柯博文、密卡登、大黃蜂、輪傑、死路計畫潛入其主艦中摧毀它，而羅德和音波率領其他變形金剛們摧毀了昆特紗星人的主塔，風刃嘗試喚醒了鐵堡王，但失敗。同時，密卡登背叛了柯博文，和死路在主塔被摧毀前穿過多元宇宙傳送門。之後，天王星作為這個宇宙的法官，從廢墟中被昆特紗星人被喚醒，並打算用他的力量征服賽博坦，並成功囚禁大多數的賽博坦人。而柯博文、大黃蜂、輪傑則在追進多元宇宙傳送空間後試著逃脫。之後，風刃成功和麥卡丹喚醒鐵堡王，使天王星召喚出被控制的克羅頓應戰，在鐵堡王即將擊敗克羅頓時，天王星使用了一道非空間傳送門傳送走其頭部、使鐵堡王死去、並自動變形回城市模式。 在柯博文、大黃蜂、輪傑逃離多元宇宙傳送空間後，他們來到科學家的實驗室，面對永無止盡的複製體，最終輪傑找到了科學家的本體並將其擊敗。隨後，密卡登和死路在太空火車的幫助下從多元宇宙回歸，前來拯救他的同胞，也因此和讓柯博文「欠下他一個人情」。風刃以自身靈魂四散為代價解放被控制的克羅頓，其身體則被克羅頓帶離戰場。密卡登向柯博文透漏他在多元宇宙搶到了屬於自己的領袖矩陣，並在兩人一起合作使用自己的領袖矩陣的情況下永久的擊敗了天王星。 |
| 第三季   | 16 | 宇宙的終結：第三部分(The End of the Universe - Part 3) | 是不久的某個時間點之後，多元宇宙征服者昆特紗帶著他的軍隊來到賽博坦，將幾乎所有變形金剛都困在了一個勝利大遊行的循環幻覺中，並榨取他們的火種。從賽博坦地底毒沼重新站起的羅德和感應者成功過躲過了他們的追捕，並陸續釋放了一些博派和狂派成員，包括重擊、死巷、音波、旋刃，成為一股小規模的抵抗勢力，並以由麥卡丹經營的酒吧麥卡丹熱油吧當作據點。在當地酒吧下方找到了一個沉睡的泰坦─鐵堡王，並決定讓城語者風刃喚醒他。之後，儘管經歷過激烈的爭執，但是羅德和音波合作擊倒了昆特紗的科學家、釋放了其餘所有賽博坦人。 在羅德和音波的領導下，兩派勢力決定合作擊倒昆特紗人，在途中輪傑發現他們的飛船上的多元宇宙引擎是他們可以征服宇宙的關鍵，因此柯博文、密卡登、大黃蜂、輪傑、死路計畫潛入其主艦中摧毀它，而羅德和音波率領其他變形金剛們摧毀了昆特紗星人的主塔，風刃嘗試喚醒了鐵堡王，但失敗。同時，密卡登背叛了柯博文，和死路在主塔被摧毀前穿過多元宇宙傳送門。之後，天王星作為這個宇宙的法官，從廢墟中被昆特紗星人被喚醒，並打算用他的力量征服賽博坦，並成功囚禁大多數的賽博坦人。而柯博文、大黃蜂、輪傑則在追進多元宇宙傳送空間後試著逃脫。之後，風刃成功和麥卡丹喚醒鐵堡王，使天王星召喚出被控制的克羅頓應戰，在鐵堡王即將擊敗克羅頓時，天王星使用了一道非空間傳送門傳送走其頭部、使鐵堡王死去、並自動變形回城市模式。 在柯博文、大黃蜂、輪傑逃離多元宇宙傳送空間後，他們來到科學家的實驗室，面對永無止盡的複製體，最終輪傑找到了科學家的本體並將其擊敗。隨後，密卡登和死路在太空火車的幫助下從多元宇宙回歸，前來拯救他的同胞，也因此和讓柯博文「欠下他一個人情」。風刃以自身靈魂四散為代價解放被控制的克羅頓，其身體則被克羅頓帶離戰場。密卡登向柯博文透漏他在多元宇宙搶到了屬於自己的領袖矩陣，並在兩人一起合作使用自己的領袖矩陣的情況下永久的擊敗了天王星。 |
| 第三季   | 17 | 宇宙的終結：第四部分(The End of the Universe - Part 4) | 是不久的某個時間點之後，多元宇宙征服者昆特紗帶著他的軍隊來到賽博坦，將幾乎所有變形金剛都困在了一個勝利大遊行的循環幻覺中，並榨取他們的火種。從賽博坦地底毒沼重新站起的羅德和感應者成功過躲過了他們的追捕，並陸續釋放了一些博派和狂派成員，包括重擊、死巷、音波、旋刃，成為一股小規模的抵抗勢力，並以由麥卡丹經營的酒吧麥卡丹熱油吧當作據點。在當地酒吧下方找到了一個沉睡的泰坦─鐵堡王，並決定讓城語者風刃喚醒他。之後，儘管經歷過激烈的爭執，但是羅德和音波合作擊倒了昆特紗的科學家、釋放了其餘所有賽博坦人。 在羅德和音波的領導下，兩派勢力決定合作擊倒昆特紗人，在途中輪傑發現他們的飛船上的多元宇宙引擎是他們可以征服宇宙的關鍵，因此柯博文、密卡登、大黃蜂、輪傑、死路計畫潛入其主艦中摧毀它，而羅德和音波率領其他變形金剛們摧毀了昆特紗星人的主塔，風刃嘗試喚醒了鐵堡王，但失敗。同時，密卡登背叛了柯博文，和死路在主塔被摧毀前穿過多元宇宙傳送門。之後，天王星作為這個宇宙的法官，從廢墟中被昆特紗星人被喚醒，並打算用他的力量征服賽博坦，並成功囚禁大多數的賽博坦人。而柯博文、大黃蜂、輪傑則在追進多元宇宙傳送空間後試著逃脫。之後，風刃成功和麥卡丹喚醒鐵堡王，使天王星召喚出被控制的克羅頓應戰，在鐵堡王即將擊敗克羅頓時，天王星使用了一道非空間傳送門傳送走其頭部、使鐵堡王死去、並自動變形回城市模式。 在柯博文、大黃蜂、輪傑逃離多元宇宙傳送空間後，他們來到科學家的實驗室，面對永無止盡的複製體，最終輪傑找到了科學家的本體並將其擊敗。隨後，密卡登和死路在太空火車的幫助下從多元宇宙回歸，前來拯救他的同胞，也因此和讓柯博文「欠下他一個人情」。風刃以自身靈魂四散為代價解放被控制的克羅頓，其身體則被克羅頓帶離戰場。密卡登向柯博文透漏他在多元宇宙搶到了屬於自己的領袖矩陣，並在兩人一起合作使用自己的領袖矩陣的情況下永久的擊敗了天王星。 |
| 第三季   | 18 | 敵線(Enemy Line) | 在戰勝昆特紗之後，兩派人馬將賽博坦行星一分為二、建造一道環球的屏障分隔其領土。但大黃蜂為了尋找在對抗昆塔紗時失蹤的風刃潛入位於狂派領地的克羅頓城中，並發現狂派影襲者已經提前找到風刃，但其出於同情讓大黃蜂帶著風刃離開。之後在其他博派忙於重建賽博坦時，大黃蜂在克羅米亞和鋼鎖、火流星等人的幫助下，從水晶城、禁忌之月、暴亂獸城和氬氣海中陸續找回風刃的靈魂碎片。 與此同時，博派的其他成員正在調查密卡登的活動，發現他似乎正在防備「另一人」(the Other One)的威脅。隨後，柯博文從領袖矩陣中接到來自麥卡丹的訊息，他揪露自己一直以來其實都是煉金士，創世十三至尊之一，並告訴柯博文 ，風刃的最後一個靈魂碎片在密卡登手上的領袖矩陣中，因此柯博文便率領了一批小隊，潛入狂派領地，試圖摧毀密卡登的領袖矩陣，但是在成功之前被發現，並且密卡登透過之前柯博文欠下的人情表示，必須保留兩個領袖矩陣以對抗「另一人」，但很快便出現了大量的、不知名的部隊開始攻擊、並迅速壓制在場的博派和狂派金剛們，這些部隊被揭露是來自另一個時間線、成功消滅博派、統一賽博坦的密卡登所創造的「完美」狂派，而這個密卡登本人─被稱為黑暗密卡登─也隨之出現，表示他殺死了他原本對抗的柯博文、搶走其領袖矩陣後，成功用領袖矩陣和魔力神球創造出了這些完美的士兵，甚至在他們遭遇到昆特紗時，都迅速的將其擊殺，並偷走了他們的多元宇宙旅行技術、將其發展成可以瞬間移動的科技。之後，大黃蜂偷走了他的領袖矩陣並逃往雙方疆域交界、而黑暗密卡登袃殺死原本的密卡登後，利用瞬間移動技術前去追殺大黃蜂並成功搶回自己的領袖矩陣，而柯博文趕來支援時，雙方使用各自的領袖矩陣互相轟擊對方。而在黑暗密卡登的矩陣內，風刃的最後一個靈魂碎片遇到了對方宇宙的柯博文的靈魂，並被告知止只有她從內部破壞這個矩陣才能擊敗黑暗密卡登，於是雖然感到震驚不已，但是風刃還是照做了，並使得柯博文最終壓過黑暗密卡登。在大黃蜂收集到風刃的最後一快靈魂碎片後，太空火車將黑暗密卡登帶往多元宇宙以將他永遠困在那裡。風刃的完整帶了了博派的喜悅，這個系列也在此結束。 |
| 第三季   | 19 | 雷嚎(Thunderhowl) | 在戰勝昆特紗之後，兩派人馬將賽博坦行星一分為二、建造一道環球的屏障分隔其領土。但大黃蜂為了尋找在對抗昆塔紗時失蹤的風刃潛入位於狂派領地的克羅頓城中，並發現狂派影襲者已經提前找到風刃，但其出於同情讓大黃蜂帶著風刃離開。之後在其他博派忙於重建賽博坦時，大黃蜂在克羅米亞和鋼鎖、火流星等人的幫助下，從水晶城、禁忌之月、暴亂獸城和氬氣海中陸續找回風刃的靈魂碎片。 與此同時，博派的其他成員正在調查密卡登的活動，發現他似乎正在防備「另一人」(the Other One)的威脅。隨後，柯博文從領袖矩陣中接到來自麥卡丹的訊息，他揪露自己一直以來其實都是煉金士，創世十三至尊之一，並告訴柯博文 ，風刃的最後一個靈魂碎片在密卡登手上的領袖矩陣中，因此柯博文便率領了一批小隊，潛入狂派領地，試圖摧毀密卡登的領袖矩陣，但是在成功之前被發現，並且密卡登透過之前柯博文欠下的人情表示，必須保留兩個領袖矩陣以對抗「另一人」，但很快便出現了大量的、不知名的部隊開始攻擊、並迅速壓制在場的博派和狂派金剛們，這些部隊被揭露是來自另一個時間線、成功消滅博派、統一賽博坦的密卡登所創造的「完美」狂派，而這個密卡登本人─被稱為黑暗密卡登─也隨之出現，表示他殺死了他原本對抗的柯博文、搶走其領袖矩陣後，成功用領袖矩陣和魔力神球創造出了這些完美的士兵，甚至在他們遭遇到昆特紗時，都迅速的將其擊殺，並偷走了他們的多元宇宙旅行技術、將其發展成可以瞬間移動的科技。之後，大黃蜂偷走了他的領袖矩陣並逃往雙方疆域交界、而黑暗密卡登袃殺死原本的密卡登後，利用瞬間移動技術前去追殺大黃蜂並成功搶回自己的領袖矩陣，而柯博文趕來支援時，雙方使用各自的領袖矩陣互相轟擊對方。而在黑暗密卡登的矩陣內，風刃的最後一個靈魂碎片遇到了對方宇宙的柯博文的靈魂，並被告知止只有她從內部破壞這個矩陣才能擊敗黑暗密卡登，於是雖然感到震驚不已，但是風刃還是照做了，並使得柯博文最終壓過黑暗密卡登。在大黃蜂收集到風刃的最後一快靈魂碎片後，太空火車將黑暗密卡登帶往多元宇宙以將他永遠困在那裡。風刃的完整帶了了博派的喜悅，這個系列也在此結束。 |
| 第三季   | 20 | 狂野的狂輪(Wild Wild Wheel) | 在戰勝昆特紗之後，兩派人馬將賽博坦行星一分為二、建造一道環球的屏障分隔其領土。但大黃蜂為了尋找在對抗昆塔紗時失蹤的風刃潛入位於狂派領地的克羅頓城中，並發現狂派影襲者已經提前找到風刃，但其出於同情讓大黃蜂帶著風刃離開。之後在其他博派忙於重建賽博坦時，大黃蜂在克羅米亞和鋼鎖、火流星等人的幫助下，從水晶城、禁忌之月、暴亂獸城和氬氣海中陸續找回風刃的靈魂碎片。 與此同時，博派的其他成員正在調查密卡登的活動，發現他似乎正在防備「另一人」(the Other One)的威脅。隨後，柯博文從領袖矩陣中接到來自麥卡丹的訊息，他揪露自己一直以來其實都是煉金士，創世十三至尊之一，並告訴柯博文 ，風刃的最後一個靈魂碎片在密卡登手上的領袖矩陣中，因此柯博文便率領了一批小隊，潛入狂派領地，試圖摧毀密卡登的領袖矩陣，但是在成功之前被發現，並且密卡登透過之前柯博文欠下的人情表示，必須保留兩個領袖矩陣以對抗「另一人」，但很快便出現了大量的、不知名的部隊開始攻擊、並迅速壓制在場的博派和狂派金剛們，這些部隊被揭露是來自另一個時間線、成功消滅博派、統一賽博坦的密卡登所創造的「完美」狂派，而這個密卡登本人─被稱為黑暗密卡登─也隨之出現，表示他殺死了他原本對抗的柯博文、搶走其領袖矩陣後，成功用領袖矩陣和魔力神球創造出了這些完美的士兵，甚至在他們遭遇到昆特紗時，都迅速的將其擊殺，並偷走了他們的多元宇宙旅行技術、將其發展成可以瞬間移動的科技。之後，大黃蜂偷走了他的領袖矩陣並逃往雙方疆域交界、而黑暗密卡登袃殺死原本的密卡登後，利用瞬間移動技術前去追殺大黃蜂並成功搶回自己的領袖矩陣，而柯博文趕來支援時，雙方使用各自的領袖矩陣互相轟擊對方。而在黑暗密卡登的矩陣內，風刃的最後一個靈魂碎片遇到了對方宇宙的柯博文的靈魂，並被告知止只有她從內部破壞這個矩陣才能擊敗黑暗密卡登，於是雖然感到震驚不已，但是風刃還是照做了，並使得柯博文最終壓過黑暗密卡登。在大黃蜂收集到風刃的最後一快靈魂碎片後，太空火車將黑暗密卡登帶往多元宇宙以將他永遠困在那裡。風刃的完整帶了了博派的喜悅，這個系列也在此結束。 |
| 第三季   | 21 | 和火流星跟宇宙飛碟一起狩獵外星人(Alien Hunt! With Meteorfire & Cosmos) | 在戰勝昆特紗之後，兩派人馬將賽博坦行星一分為二、建造一道環球的屏障分隔其領土。但大黃蜂為了尋找在對抗昆塔紗時失蹤的風刃潛入位於狂派領地的克羅頓城中，並發現狂派影襲者已經提前找到風刃，但其出於同情讓大黃蜂帶著風刃離開。之後在其他博派忙於重建賽博坦時，大黃蜂在克羅米亞和鋼鎖、火流星等人的幫助下，從水晶城、禁忌之月、暴亂獸城和氬氣海中陸續找回風刃的靈魂碎片。 與此同時，博派的其他成員正在調查密卡登的活動，發現他似乎正在防備「另一人」(the Other One)的威脅。隨後，柯博文從領袖矩陣中接到來自麥卡丹的訊息，他揪露自己一直以來其實都是煉金士，創世十三至尊之一，並告訴柯博文 ，風刃的最後一個靈魂碎片在密卡登手上的領袖矩陣中，因此柯博文便率領了一批小隊，潛入狂派領地，試圖摧毀密卡登的領袖矩陣，但是在成功之前被發現，並且密卡登透過之前柯博文欠下的人情表示，必須保留兩個領袖矩陣以對抗「另一人」，但很快便出現了大量的、不知名的部隊開始攻擊、並迅速壓制在場的博派和狂派金剛們，這些部隊被揭露是來自另一個時間線、成功消滅博派、統一賽博坦的密卡登所創造的「完美」狂派，而這個密卡登本人─被稱為黑暗密卡登─也隨之出現，表示他殺死了他原本對抗的柯博文、搶走其領袖矩陣後，成功用領袖矩陣和魔力神球創造出了這些完美的士兵，甚至在他們遭遇到昆特紗時，都迅速的將其擊殺，並偷走了他們的多元宇宙旅行技術、將其發展成可以瞬間移動的科技。之後，大黃蜂偷走了他的領袖矩陣並逃往雙方疆域交界、而黑暗密卡登袃殺死原本的密卡登後，利用瞬間移動技術前去追殺大黃蜂並成功搶回自己的領袖矩陣，而柯博文趕來支援時，雙方使用各自的領袖矩陣互相轟擊對方。而在黑暗密卡登的矩陣內，風刃的最後一個靈魂碎片遇到了對方宇宙的柯博文的靈魂，並被告知止只有她從內部破壞這個矩陣才能擊敗黑暗密卡登，於是雖然感到震驚不已，但是風刃還是照做了，並使得柯博文最終壓過黑暗密卡登。在大黃蜂收集到風刃的最後一快靈魂碎片後，太空火車將黑暗密卡登帶往多元宇宙以將他永遠困在那裡。風刃的完整帶了了博派的喜悅，這個系列也在此結束。 |
| 第三季   | 22 | 暴亂獸山谷之旅(Journey To The Valley Of Repugnus) | 在戰勝昆特紗之後，兩派人馬將賽博坦行星一分為二、建造一道環球的屏障分隔其領土。但大黃蜂為了尋找在對抗昆塔紗時失蹤的風刃潛入位於狂派領地的克羅頓城中，並發現狂派影襲者已經提前找到風刃，但其出於同情讓大黃蜂帶著風刃離開。之後在其他博派忙於重建賽博坦時，大黃蜂在克羅米亞和鋼鎖、火流星等人的幫助下，從水晶城、禁忌之月、暴亂獸城和氬氣海中陸續找回風刃的靈魂碎片。 與此同時，博派的其他成員正在調查密卡登的活動，發現他似乎正在防備「另一人」(the Other One)的威脅。隨後，柯博文從領袖矩陣中接到來自麥卡丹的訊息，他揪露自己一直以來其實都是煉金士，創世十三至尊之一，並告訴柯博文 ，風刃的最後一個靈魂碎片在密卡登手上的領袖矩陣中，因此柯博文便率領了一批小隊，潛入狂派領地，試圖摧毀密卡登的領袖矩陣，但是在成功之前被發現，並且密卡登透過之前柯博文欠下的人情表示，必須保留兩個領袖矩陣以對抗「另一人」，但很快便出現了大量的、不知名的部隊開始攻擊、並迅速壓制在場的博派和狂派金剛們，這些部隊被揭露是來自另一個時間線、成功消滅博派、統一賽博坦的密卡登所創造的「完美」狂派，而這個密卡登本人─被稱為黑暗密卡登─也隨之出現，表示他殺死了他原本對抗的柯博文、搶走其領袖矩陣後，成功用領袖矩陣和魔力神球創造出了這些完美的士兵，甚至在他們遭遇到昆特紗時，都迅速的將其擊殺，並偷走了他們的多元宇宙旅行技術、將其發展成可以瞬間移動的科技。之後，大黃蜂偷走了他的領袖矩陣並逃往雙方疆域交界、而黑暗密卡登袃殺死原本的密卡登後，利用瞬間移動技術前去追殺大黃蜂並成功搶回自己的領袖矩陣，而柯博文趕來支援時，雙方使用各自的領袖矩陣互相轟擊對方。而在黑暗密卡登的矩陣內，風刃的最後一個靈魂碎片遇到了對方宇宙的柯博文的靈魂，並被告知止只有她從內部破壞這個矩陣才能擊敗黑暗密卡登，於是雖然感到震驚不已，但是風刃還是照做了，並使得柯博文最終壓過黑暗密卡登。在大黃蜂收集到風刃的最後一快靈魂碎片後，太空火車將黑暗密卡登帶往多元宇宙以將他永遠困在那裡。風刃的完整帶了了博派的喜悅，這個系列也在此結束。 |
| 第三季   | 23 | 天殘與地缺與飛輪(Rack N' Ruin N' Ratchet) | 在戰勝昆特紗之後，兩派人馬將賽博坦行星一分為二、建造一道環球的屏障分隔其領土。但大黃蜂為了尋找在對抗昆塔紗時失蹤的風刃潛入位於狂派領地的克羅頓城中，並發現狂派影襲者已經提前找到風刃，但其出於同情讓大黃蜂帶著風刃離開。之後在其他博派忙於重建賽博坦時，大黃蜂在克羅米亞和鋼鎖、火流星等人的幫助下，從水晶城、禁忌之月、暴亂獸城和氬氣海中陸續找回風刃的靈魂碎片。 與此同時，博派的其他成員正在調查密卡登的活動，發現他似乎正在防備「另一人」(the Other One)的威脅。隨後，柯博文從領袖矩陣中接到來自麥卡丹的訊息，他揪露自己一直以來其實都是煉金士，創世十三至尊之一，並告訴柯博文 ，風刃的最後一個靈魂碎片在密卡登手上的領袖矩陣中，因此柯博文便率領了一批小隊，潛入狂派領地，試圖摧毀密卡登的領袖矩陣，但是在成功之前被發現，並且密卡登透過之前柯博文欠下的人情表示，必須保留兩個領袖矩陣以對抗「另一人」，但很快便出現了大量的、不知名的部隊開始攻擊、並迅速壓制在場的博派和狂派金剛們，這些部隊被揭露是來自另一個時間線、成功消滅博派、統一賽博坦的密卡登所創造的「完美」狂派，而這個密卡登本人─被稱為黑暗密卡登─也隨之出現，表示他殺死了他原本對抗的柯博文、搶走其領袖矩陣後，成功用領袖矩陣和魔力神球創造出了這些完美的士兵，甚至在他們遭遇到昆特紗時，都迅速的將其擊殺，並偷走了他們的多元宇宙旅行技術、將其發展成可以瞬間移動的科技。之後，大黃蜂偷走了他的領袖矩陣並逃往雙方疆域交界、而黑暗密卡登袃殺死原本的密卡登後，利用瞬間移動技術前去追殺大黃蜂並成功搶回自己的領袖矩陣，而柯博文趕來支援時，雙方使用各自的領袖矩陣互相轟擊對方。而在黑暗密卡登的矩陣內，風刃的最後一個靈魂碎片遇到了對方宇宙的柯博文的靈魂，並被告知止只有她從內部破壞這個矩陣才能擊敗黑暗密卡登，於是雖然感到震驚不已，但是風刃還是照做了，並使得柯博文最終壓過黑暗密卡登。在大黃蜂收集到風刃的最後一快靈魂碎片後，太空火車將黑暗密卡登帶往多元宇宙以將他永遠困在那裡。風刃的完整帶了了博派的喜悅，這個系列也在此結束。 |
| 第三季   | 24 | 深海居者(Dweller In The Depths) | 在戰勝昆特紗之後，兩派人馬將賽博坦行星一分為二、建造一道環球的屏障分隔其領土。但大黃蜂為了尋找在對抗昆塔紗時失蹤的風刃潛入位於狂派領地的克羅頓城中，並發現狂派影襲者已經提前找到風刃，但其出於同情讓大黃蜂帶著風刃離開。之後在其他博派忙於重建賽博坦時，大黃蜂在克羅米亞和鋼鎖、火流星等人的幫助下，從水晶城、禁忌之月、暴亂獸城和氬氣海中陸續找回風刃的靈魂碎片。 與此同時，博派的其他成員正在調查密卡登的活動，發現他似乎正在防備「另一人」(the Other One)的威脅。隨後，柯博文從領袖矩陣中接到來自麥卡丹的訊息，他揪露自己一直以來其實都是煉金士，創世十三至尊之一，並告訴柯博文 ，風刃的最後一個靈魂碎片在密卡登手上的領袖矩陣中，因此柯博文便率領了一批小隊，潛入狂派領地，試圖摧毀密卡登的領袖矩陣，但是在成功之前被發現，並且密卡登透過之前柯博文欠下的人情表示，必須保留兩個領袖矩陣以對抗「另一人」，但很快便出現了大量的、不知名的部隊開始攻擊、並迅速壓制在場的博派和狂派金剛們，這些部隊被揭露是來自另一個時間線、成功消滅博派、統一賽博坦的密卡登所創造的「完美」狂派，而這個密卡登本人─被稱為黑暗密卡登─也隨之出現，表示他殺死了他原本對抗的柯博文、搶走其領袖矩陣後，成功用領袖矩陣和魔力神球創造出了這些完美的士兵，甚至在他們遭遇到昆特紗時，都迅速的將其擊殺，並偷走了他們的多元宇宙旅行技術、將其發展成可以瞬間移動的科技。之後，大黃蜂偷走了他的領袖矩陣並逃往雙方疆域交界、而黑暗密卡登袃殺死原本的密卡登後，利用瞬間移動技術前去追殺大黃蜂並成功搶回自己的領袖矩陣，而柯博文趕來支援時，雙方使用各自的領袖矩陣互相轟擊對方。而在黑暗密卡登的矩陣內，風刃的最後一個靈魂碎片遇到了對方宇宙的柯博文的靈魂，並被告知止只有她從內部破壞這個矩陣才能擊敗黑暗密卡登，於是雖然感到震驚不已，但是風刃還是照做了，並使得柯博文最終壓過黑暗密卡登。在大黃蜂收集到風刃的最後一快靈魂碎片後，太空火車將黑暗密卡登帶往多元宇宙以將他永遠困在那裡。風刃的完整帶了了博派的喜悅，這個系列也在此結束。 |
| 第三季   | 25 | 沉默突襲(Silent Strike) | 在戰勝昆特紗之後，兩派人馬將賽博坦行星一分為二、建造一道環球的屏障分隔其領土。但大黃蜂為了尋找在對抗昆塔紗時失蹤的風刃潛入位於狂派領地的克羅頓城中，並發現狂派影襲者已經提前找到風刃，但其出於同情讓大黃蜂帶著風刃離開。之後在其他博派忙於重建賽博坦時，大黃蜂在克羅米亞和鋼鎖、火流星等人的幫助下，從水晶城、禁忌之月、暴亂獸城和氬氣海中陸續找回風刃的靈魂碎片。 與此同時，博派的其他成員正在調查密卡登的活動，發現他似乎正在防備「另一人」(the Other One)的威脅。隨後，柯博文從領袖矩陣中接到來自麥卡丹的訊息，他揪露自己一直以來其實都是煉金士，創世十三至尊之一，並告訴柯博文 ，風刃的最後一個靈魂碎片在密卡登手上的領袖矩陣中，因此柯博文便率領了一批小隊，潛入狂派領地，試圖摧毀密卡登的領袖矩陣，但是在成功之前被發現，並且密卡登透過之前柯博文欠下的人情表示，必須保留兩個領袖矩陣以對抗「另一人」，但很快便出現了大量的、不知名的部隊開始攻擊、並迅速壓制在場的博派和狂派金剛們，這些部隊被揭露是來自另一個時間線、成功消滅博派、統一賽博坦的密卡登所創造的「完美」狂派，而這個密卡登本人─被稱為黑暗密卡登─也隨之出現，表示他殺死了他原本對抗的柯博文、搶走其領袖矩陣後，成功用領袖矩陣和魔力神球創造出了這些完美的士兵，甚至在他們遭遇到昆特紗時，都迅速的將其擊殺，並偷走了他們的多元宇宙旅行技術、將其發展成可以瞬間移動的科技。之後，大黃蜂偷走了他的領袖矩陣並逃往雙方疆域交界、而黑暗密卡登袃殺死原本的密卡登後，利用瞬間移動技術前去追殺大黃蜂並成功搶回自己的領袖矩陣，而柯博文趕來支援時，雙方使用各自的領袖矩陣互相轟擊對方。而在黑暗密卡登的矩陣內，風刃的最後一個靈魂碎片遇到了對方宇宙的柯博文的靈魂，並被告知止只有她從內部破壞這個矩陣才能擊敗黑暗密卡登，於是雖然感到震驚不已，但是風刃還是照做了，並使得柯博文最終壓過黑暗密卡登。在大黃蜂收集到風刃的最後一快靈魂碎片後，太空火車將黑暗密卡登帶往多元宇宙以將他永遠困在那裡。風刃的完整帶了了博派的喜悅，這個系列也在此結束。 |
| 第三季   | 26 | 「另一人」(The Other One) | 在戰勝昆特紗之後，兩派人馬將賽博坦行星一分為二、建造一道環球的屏障分隔其領土。但大黃蜂為了尋找在對抗昆塔紗時失蹤的風刃潛入位於狂派領地的克羅頓城中，並發現狂派影襲者已經提前找到風刃，但其出於同情讓大黃蜂帶著風刃離開。之後在其他博派忙於重建賽博坦時，大黃蜂在克羅米亞和鋼鎖、火流星等人的幫助下，從水晶城、禁忌之月、暴亂獸城和氬氣海中陸續找回風刃的靈魂碎片。 與此同時，博派的其他成員正在調查密卡登的活動，發現他似乎正在防備「另一人」(the Other One)的威脅。隨後，柯博文從領袖矩陣中接到來自麥卡丹的訊息，他揪露自己一直以來其實都是煉金士，創世十三至尊之一，並告訴柯博文 ，風刃的最後一個靈魂碎片在密卡登手上的領袖矩陣中，因此柯博文便率領了一批小隊，潛入狂派領地，試圖摧毀密卡登的領袖矩陣，但是在成功之前被發現，並且密卡登透過之前柯博文欠下的人情表示，必須保留兩個領袖矩陣以對抗「另一人」，但很快便出現了大量的、不知名的部隊開始攻擊、並迅速壓制在場的博派和狂派金剛們，這些部隊被揭露是來自另一個時間線、成功消滅博派、統一賽博坦的密卡登所創造的「完美」狂派，而這個密卡登本人─被稱為黑暗密卡登─也隨之出現，表示他殺死了他原本對抗的柯博文、搶走其領袖矩陣後，成功用領袖矩陣和魔力神球創造出了這些完美的士兵，甚至在他們遭遇到昆特紗時，都迅速的將其擊殺，並偷走了他們的多元宇宙旅行技術、將其發展成可以瞬間移動的科技。之後，大黃蜂偷走了他的領袖矩陣並逃往雙方疆域交界、而黑暗密卡登袃殺死原本的密卡登後，利用瞬間移動技術前去追殺大黃蜂並成功搶回自己的領袖矩陣，而柯博文趕來支援時，雙方使用各自的領袖矩陣互相轟擊對方。而在黑暗密卡登的矩陣內，風刃的最後一個靈魂碎片遇到了對方宇宙的柯博文的靈魂，並被告知止只有她從內部破壞這個矩陣才能擊敗黑暗密卡登，於是雖然感到震驚不已，但是風刃還是照做了，並使得柯博文最終壓過黑暗密卡登。在大黃蜂收集到風刃的最後一快靈魂碎片後，太空火車將黑暗密卡登帶往多元宇宙以將他永遠困在那裡。風刃的完整帶了了博派的喜悅，這個系列也在此結束。 |
| 第四季   | 副標題：大黃蜂賽博坦歷險(Chapter Four: Bumblebee Cyberverse Adventures) | 副標題：大黃蜂賽博坦歷險(Chapter Four: Bumblebee Cyberverse Adventures) | 副標題：大黃蜂賽博坦歷險(Chapter Four: Bumblebee Cyberverse Adventures) |
| 第四季   | 1 | 防盜靜滯裝置(The Immobilizers) | 故事開頭是雅希和鋼鎖在另一顆星球、合和至尊的陵墓(Tomb of Nexus Prime)冒險，但是趕回到賽博坦參加博派和狂派的和平條約訂定儀式時，卻發現整個星球被時間暫停了。始作俑者是由沙盤率領的一群雇傭兵。在雅希和鋼鎖初抵時試著抵抗，但是雅希不幸被靜滯。於此同時，鋼鎖救出被靜滯的雅希後遇到另一群機器恐龍，得知他們的母星也被同一群雇傭兵摧毀了，而他們因為收到鋼鎖在地球時發出的訊息而變形為恐龍。之後他們意外用從合和至尊的陵墓取走的合和之秘組合成強大的合體金剛─龍炎王，經過訓練後成功擊敗雇傭兵們，但是卻難以和雇傭兵們的雇主─鐵甲龍抗衡，不過最後成功用雇傭兵們的靜滯槍將鐵甲龍給靜滯了。之後在解除輪傑的靜滯後，他們成功解除了所有人的靜滯，並順利完成條約簽訂儀式。 |
| 第四季   | 2 | 完美狂派(The Perfect Decepticon) | 在故事開始時，博派和狂派正在慶祝鐵甲龍廣場(Trypticon's plaza)的啟用，但是太空火車卻突然出現在空中、墜毀至地面打亂了儀式，他在死前警告他們，更危險的威脅即將到來。在那之後，博派和狂派試著阻止入侵，但大量先前出現過、來自另一個宇宙的完美狂派瞬間移動出現在賽博坦上，並且互相鬥爭。其中一個受傷的完美狂派在被營救後表示，他們的存在是作為黑暗密卡登的無意識奴隸，因此在替黑暗密卡登向太空火車報仇後就一直陷入無意義的、永無止境的戰鬥、以選出最強者做為新的領導者，只有利用掠獸至尊的腦皮質頭冠才能一口氣重新對塔恩的手足們的程式進行編碼。於是他們同意協助塔恩，由柯博文、大黃蜂、音波、影襲者組隊、在雷嚎的幫助下順利取得了頭冠。塔恩隨後揭開他的真實目的，他利用頭冠控制所有完美狂派之後宣布自己成為所有狂派的新任領導者，並宣布和平條約無效、博派宣戰，並迫使柯博文和他的軍隊進行永無止盡的決鬥。但是之後，逃跑的博派重新集結，在羅德的領導下救出了柯博文，並且和原來宇宙的狂派們一起對抗塔恩和他的完美狂派大軍。最後，音波用自我犧牲的方式摧毀了塔恩、釋放了所有完美狂派的心智。 在最後，眾人為音波舉行了追悼會，賽博坦最終迎來真正的和平。 |

## 角色列表

### 博派(Autobot)
賽博坦人的兩大派系之一，由柯博文率領。在柯博文將火種源扔出賽博坦後，大部分成員都搭乘方舟號前往訓找火種源的尋航中，僅留下少部分成員在賽博坦駐守。

#### 方舟號(The Ark)成員
搭乘博派船艦方舟號前往與周中尋找火種源的博派成員。大部分在第一季時屬於休眠狀態，直到被喚醒。
- 柯博文(Optimus Prime)，由傑克‧福希(Jack Foushee)配音

博派領導人，有經典的紅藍配色塗裝，變形為一輛平頭曳引卡車。武裝包含經典的等離子爆彈槍(Ion Blaster)、右手內建的能量斧，還可以透過生成一面由能量構成、透明藍色的博派標誌形狀盾牌。
個性高尚，有點過度死板，在戰爭時期是很好的領袖，但是不太擅長應對歡樂的場合，不過也顯示過其幽默的一面，甚至在方舟號的派對上跳舞過。
在戰前曾經是密卡登的朋友，負責替密卡登撰寫公開講稿，但是在後來分裂，並在鈦師傅死亡時被交與領袖矩陣。在之後將火種源透過太空橋拋出賽博坦，並開始尋航的過程。在本劇最後跟大黃蜂、羅德、風刃、影襲者道別，表示自己不會繼續擔任領袖，因為相信他們可以照顧好這顆星球。
- 大黃蜂(Bumblebee)，由傑瑞米‧李維(Jerem Lefy)配音

本作主角，身體以黃色塗裝為主，頭上有兩根尖角。變形成一輛黃色的跑車。武裝的部分是手臂內建的「螫針」(Stinger)，可以癱瘓觸碰到的敵人。
以賽博坦人來說相當年輕，個性活潑、深具好奇心、喜歡刺激的事情，像是賽車、魔方運動、太陽風衝浪等等。樂於助人，善良且不會猜忌，和很多人都是朋友，包括風刃、羅德、柯博文等人，也是當初帶著風刃熟悉賽博坦的人，因此和他關係特別好。
在戰前本來是密卡登的崇拜者，但是在其與柯博文分裂後跟隨柯博文，並且在一次偵察任務中被密卡登抓獲、並扯去發聲器。為了尋找火種源搭上方舟，但是在方舟破損時船艙而有嚴重的記憶損毀，在第一季末恢復。在黃豹出現後，和其成為好友，但是在火種源之井卻無法阻止黃豹犧牲。第三季為了找回風刃的靈魂碎片在賽博坦各處遊走，到訪水晶城、禁忌之月、氬氣海等等地方。在第四季和羅德等人目送柯博文的離開。
- 鋼鎖(Grimlock)，由萊恩‧安迪斯(Ryan Andes)配音

機器恐龍成員，身體以灰色和黃色為主，臉部和過往造型不太相同，是一張有雙眼和嘴部的人臉。體型高大魁武，變形成機械暴龍，戰鬥力驚人。裝甲強大、甚至在熔岩也無法傷他分毫。武裝包括一把雷射槍。在恐龍模式太久會喪失記憶，因此為自己打造了一頂頭冠，以防在失去理智時恢復。
個性根據機器人型態或是恐龍型態有所不同，在恐龍型態時較為憨厚老實、直莽，但是在機器人型態時則非常斯文有禮、具有紳士風範。
搭上方舟、前往尋找火種源的船員之一，在方舟到地球附近時因為休眠艙破損而率先醒來，但是無法阻止其他休眠艙掉落、自己也掉落到地球上，並和當地的恐龍結為朋友、並持續尋找方舟和火種源，但最後因為能量耗盡而靜滯在恐龍模式，直到被大黃蜂和風刃喚醒。之後成為在方舟上的常駐角色，也在第三季時順利返回賽博坦，參與了兩派大戰，在昆特紗入侵期間被困在幻覺中直到被感應者喚醒。
在第四季第一季開場和雅希一起在和合至尊的陵墓尋寶，之後回到賽博坦卻發現所有人遭到雇傭兵的時空靜滯。之後遇到自己的機器恐龍成員們，透過合和之秘合體成為龍炎王擊敗雇傭兵們。
- 羅德(Hot Rod)，由崔維斯‧亞茲(Travis Arts)配音

博派成員，被柯博文指定為領導繼承人。身體以紅色和黃色的塗裝為主，胸口有火焰紋路。變形成一部跑車，有巨大的黃色尾翼。武裝有雙臂上的排氣管，可以噴出烈焰。
個性熱情、充滿冒險精神，但是相對大黃蜂較為成熟。在戰前就和大黃蜂是朋友，也喜歡魔方運動，是鐵堡隊支持者，曾經和莫邪天城隊支持者的影襲者在麥卡丹熱油吧槓上；也喜歡賽車，曾經和大黃蜂、急先鋒一起在急速星賽車，但最後卻面臨急速星的毀滅。平常有些輕率，但是在危急時刻會變得很可靠，而且永不放棄
在第二季時曾經被狂派成員重擊和地獄獵人俘虜，但輕鬆掙脫。在第三季戲份極重，在一開始的賽博坦大戰中負責護送黃豹將火種源送回賽博坦之井，但過程中遭到飄移的攔截，和其死鬥後，最後在賽博坦地下毒沼同歸於盡。但是在火種源歸位後成功回歸，身上的塗裝也變成深色系，並且和感應者一起試圖從昆特紗人手中救出其他人，第一個救出的卻是狂派成員重擊。之後取得音波的信任後，和其聯手救出所有其他被困在循環中的同伴。在第四季、柯博文被塔恩困在永無止境的角鬥時、羅德在地底重新組織博派進行反攻。最後和大黃蜂、影襲者等人和柯博文道別。
- 雅希(Arcee)，由海梅‧蘭齊克(Jaime Lamchick)配音

博派女戰士，個性活潑、喜歡冒險。在第二期成為常駐背景角色，並曾經和很多地球上的動物留下紀念照，也非常喜歡重型槍械。在第四季第一集一開始和鋼鎖一起去合和至尊的陵寢尋寶，但回到賽博坦後卻發現所有人都被靜滯了，之後雅希先找到那些雇傭兵，在經過抵抗後被靜滯。
- 輪傑(Wheeljack)，由比利‧鮑博‧湯普森(Billy Bob Thompson)配音

博派發明家和科學家，發明了許多發明，有時有用，有時造成其他人的困擾。變形成白色的跑車，粉紅色擋風玻璃在機器人模式時在胸前。
- 飛輪(Ratchet)，由陶德‧珀馬特(Todd Perlmutter)配音

博派醫官。在第三季和天殘地缺有以兩人(或是說三人)為主角的集數。
- 巡弋者(Prowl)，由迪克‧特胡恩(Dick Terhune)配音

博派軍官，經常在方舟上保養和測試武器，變形為一部警車。最後為了掩護柯博文被影襲者擊中而死。
- 天殘地缺(Rack'n'Ruin)，由傑瑞米‧李維配音

連體賽博坦人，第二季之後成為常駐背景角色，經常在方舟號上堆積能量箱。在第三季和飛輪有以兩人為主角的集數。身體以綠色為主色，身體結構是兩人的頭路連接到兩個軀幹、各自有左右手臂，然後軀幹連接到一個較大的下半身。彼此之間感情很好，個性有些單純。武器是兩支鐵鎚。
- 飄移(Drift)，由麥克‧羅斯(Mike Rose)配音

前狂派成員，可以自由改變塗裝和目鏡顏色，使用刀劍作為武裝。在大黃蜂的回憶中，他在剛脫離狂派時相當緊張、擔心會遭到狂派的報復，但是在麥可老爹熱油吧中不允許任何爭鬥的規則保護了他。在第三季初期的賽博坦大戰中揭露他一直都是狂派間諜，並和羅德在毒沼中同歸於盡。
- 電訊一號(Taletraan one)，由麥克‧羅斯配音

方舟號的主控電腦，在墜毀在地球時將近停機，在電訊十號找到方舟後將其升格為主控電腦、之後便徹底退役。
- 電訊十號(Taletraan-X)，由麥克‧羅斯配音

方舟的彈出式硬碟，具有充沛的功能，稱呼風刃為「不是成員」，使其相當惱火。在方週即將沝毀地球時被彈出，之後遇到大黃蜂和風刃。在回到方舟號後被升格為主控電腦。在抵達賽博坦、方舟號被毀滅時再次被彈出，之後協助風刃和輪傑摧毀魔力神球。

#### 賽博坦留守人員
在方舟號出航期間留守在賽博坦的博派成員。因為和方舟號失去聯繫而派出風刃穿過部分修復的傳送門。
- 風刃(Windblade)，由蘇菲亞‧伊莎貝拉(Sophia Isabella)配音

博派少數的飛行員，女性，身體以紅色黑色的塗裝為主，臉部有類似日本藝妓的紅色紋路。變形成一架垂直起降噴射戰鬥機，持有一把寶劍風暴之刃(Stormfall Sword)，也可以把機翼上的渦輪取下當作武器使用。城語者(City Speaker)，具有心靈感應能力，也可以跟泰坦們通話。
個性熱情， 對朋友非常忠誠，甚至於有些剛烈，在霧隱暗丈殺死滑流時非常憤怒。不過對自己的朋友通常非常友善。
來自天鑄星，被天王星和他的追跡者引薦來到賽博坦，但之後發現他的為人後改跟著大黃蜂一起行動。被大黃蜂引薦給其他朋友認識、有因此知道麥卡丹熱油吧。在柯博文和密卡登分裂成為博派，並且不願跟克羅米亞回到天鑄星。在柯博文搭乘方舟時留在賽博坦，之後為了尋找久未聯繫的方舟一行人而穿過破損的太空橋來到地球。在第三季中後段為了解除克羅頓的控制而靈魂四散，直到季末才具齊。在〈防盜靜滯裝置〉中，和大黃蜂、羅德一起站在簽定和平條約的平台上。
- 感應者(Perceptor)，由傑瑞米‧李維配音

博派科學家，個性極其理性，就算右手被扯掉了也不動聲色。在方舟出航期間留在賽博坦，在第二季末期登場，為了逃獄用自己的鏡片反射雷射，但也導致自己從此變盲，但是其他感官讓他足以辨別環境，甚至可以從車輪聲就判斷來者是誰。在麥卡丹犧牲後，繼承他的位置繼續經營麥卡丹熱油吧。
- 克羅米亞(Chromia)，由海梅‧蘭齊克配音

來自天鑄星的女性變形金剛，風刃的朋友，在方舟初航期間留在賽博坦，在狂派使用太空橋率先回到賽博坦後和感應者一起被俘虜。之後和大黃蜂一起試著找回風刃的靈魂碎片。

#### 其他博派
- 天火(Jetfire)，由傑瑞米‧李維配音

博派飛行員，變形成大型戰鬥機，說話帶有抑揚頓挫的語調。狂派成員天鯊的死敵，兩人都是在第二季中段登場，但後來再一起經歷過昆特紗事件後化解敵意。曾經被天王星賦予火種源的力量強化，並和同樣獲得強化的天鯊在羅馬競技場角鬥並勝出，但之後因為競技場崩塌而未能殺死對方。在第三季後其為了探查狂派的秘密計畫而一度被抓獲，但被飛輪和天殘地缺救出。
- 旋刃(Whirl)，由傑瑞米‧李維配音

博派飛行戰鬥員之一，變形成直升機，臉部只有一隻眼睛，手部是爪子，腳部是類似鳥類的雙關節構造。在第三季中期被羅德意外循環中喚醒，並成為早期的抵抗軍之一。一起對抗昆特紗後和狂派成員死路成為朋友。
- 老杯(Kup)，由麥克‧羅斯配音

博派老兵，在對抗昆特紗的最後幾集中負責故事的開場。
- 黃豹(Cheetor)，由TJ‧尼爾森(TJ Nelson)配音

官方頻道的中文配音版譯為「豹子」。
火種源為自己創造出來的守護者，變形成一隻獵豹。在第二季初在博派和狂派一旁觀察雙方派別的行為，之後引導柯博文和密卡登決鬥、以檢驗誰更有資格獲得火種源，不過在火種源被天王星趁亂偷走後，加入博派，也在擊敗天王星後一起搭上方舟、返回賽博坦。在第三季初時、火種源被震盪波汙染時自我犧牲以重新淨化火種源。

#### 機器恐龍(Dinobot)
來自另一個被雇傭兵摧毀的星球的倖存者，前來向雇傭兵們報仇。因為收到鋼鎖在千萬年前從地球發出的訊息而變形成恐龍、並且將鋼鎖視為王。其隊長「小臂」(Tiny Arm，變形成機械暴龍以致敬鋼鎖的型態)已經死亡。
- 鐵塊(Slug)，由李齊‧奧洛(Rich Orlow)配音[5]

變形成機械三角龍，在合體時成為龍炎王的左腿。
- 淤泥(Sludge)，由馬克‧湯普森(Marc  Thompson)配音[5]

變形成機械雷龍，在合體時成為龍炎王的雙臂。
- 嚎叫(Snarl)，由李齊‧奧洛配音[5]

變形成機械建龍，在合體時成為龍炎王的左腿。
- 飛鏢(Swoop)，由勞瑞‧海梅斯(Laurie Hymes)配音[5]

女性機器恐龍，最聰明的一位，甚至可以設計一些高科技裝備，機器恐龍的領導者，在合體時成為龍炎王的翅膀和大劍。
- 龍焱王(Volcanicus)，由萊恩‧安迪斯配音[5]

由鋼鎖和機器恐龍們合體成為的巨大合體金剛。

### 狂派成員
- 密卡登(Megatron)，由馬克‧湯普森配音

狂派領導人，易怒、暴躁且十分狡猾，為達目的不擇手段，但是依然有一定的原則性。在第三季最後一集被自己的平行宇宙變體殺死。變形為一架灰色坦克，武裝包含右手上火力強大的融合炮和能量形成的紫色流星錘。
- 天王星(Starscream)，由比利‧鮑博‧湯普森(Billy Bob Thompson)配音

前狂派追跡者指揮官，之後被密卡登第一次殺死後自立。
- 音波(Soundwave)，由馬克‧斯溫特(Marc Swint)配音

狂派情報官，對密卡登最忠心的成員，但卻和同樣忠心且高效率的震盪波不對盤，會在密卡登面前競爭。在第三季和羅德一起攜手對抗昆特紗後成為戰友。在第四季末用自我犧牲的方式擊敗塔恩、解放完美狂派士兵。在動畫中從來沒有變形過，其玩具的載具模式則是變形為一輛重型四輪裝甲車。
- 震盪波(Shockwave)，由萊恩‧安迪斯配音

狂派科學家，眼部只有一隻黃色光學鏡，變形成紫色的四足機械蠍。個性理性至上，有時會和音波不對盤，並公然鄙視滑流等追跡者的「智商低下」。
和博派科學家輪傑對應，不喜歡他，但認可他的才智，曾經和其共同合作找出天王星的位置。
- 影襲者(Shadow Striker)，由迪娜‧麥克高文(Deanna McGovern)配音

女性狂派戰士，個性瘋狂，在被大黃蜂引起的爆炸後身體被震盪波拼湊救回，之後就一直想對大黃蜂報仇。音波的朋友，經常一起行動。在第四季成為狂派實質領導者，代表其簽定和平條約，也在大結局時率領狂派抵抗塔恩的指揮。在最後和柯博文道別時，尷尬地站在擁抱的最外圈。
有在關注魔方運動，莫邪天城(Polyhex)隊支持者，曾經和鐵堡對支持者羅德槓上。
- 重擊(Clobber)，由薩斯琪雅‧馬克思(Saskia Marx)配音

女形狂派成員，體格粗壯，地獄獵人的好友，變形成重型漂浮坦克。個性天真單純。在第二季時是在地球的狂派常駐角色。在第三季中期被羅德從循環中救出後和其一起試著從幻覺中救出其他同伴。在戰勝昆特紗之後轉投博派。稱呼感應者為「小感」(Percy)。
- 死巷(Dead End)，由賽維爾‧卡多(Xavier Cadeau)配音

狂派成員，變形成跑車。討厭熱鬧的場合，因此也在第三季中期成為首先被重擊從遊行幻覺中救出的狂派成員，之後一起對抗昆特紗。因為一起對抗昆特紗的經驗和羅德、感應者、旋刃等博派持員成為朋友。後來跟隨密卡登穿越到多元宇宙，並和其一起搭乘太空火車回歸。之後一直協助密卡登準備對抗黑暗密卡登入侵的計畫。
- 地獄獵人(Lock Down)，由麥克‧羅斯配音

重擊的好友，變形成改造車，左手的鉤子在緊張時會顫抖。
- 天鯊(Sky Bite)，由馬克‧湯普森配音

狂派詩人，天火的死敵，變形成一隻飛行空中鯊魚。曾經被天王星賦予火種源強化過後的力量，並成功俘虜柯博文，並和天火在羅馬競技場進行決鬥，在最後落敗，其被火種源強化的力量也因此消失。之後成為狂派常駐角色之一，並在博派攜帶火種源試圖逃離地球時率先追上，不過並未攔阻成功。
- 魅煞(Aplha Striker)，由海梅‧蘭齊克配音

女形狂派成員，體格粗壯、力量巨大、甚至和鋼鎖不相上下，變形成重型漂浮雙管坦克。在戰爭期間留在賽博坦，因此到第三季才開始有戲份。和鋼鎖特別不對盤，不過在經過一起在鐵堡王內部基地的訓練後稍微緩解。在對抗昆特紗的計畫中，和重擊一起負責以坦克模式為運載飛彈的柯博文開路。
- 狂輪(Wild Wheel)，由李齊‧奧洛配音

前博派成員，其休眠艙掉落到地球後一直沒有人來找他，於是憤而加入狂派。槍法高超。在地球西部拓荒時期活動，造型酷似西部牛仔。在回到賽博坦後和柯博文進行槍法對決，但是不幸落敗。
- 太空火車(Astrotrain)，由麥克‧羅斯配音

來自另一個宇宙的狂派成員，曾黑暗密卡登手下逃脫。身體內建多元宇宙傳送門，變形成巨型太空船，體型比一般賽博坦人巨大許多。在第三季最後，將被擊敗的黑暗密卡登帶走，用自己的載具型態當作囚牢，將其囚禁在多元宇宙空間中。在第四季第二集開場時，因為完美狂派軍隊的攻擊而墜機死亡在鐵甲龍廣場，並警告眾人關於完美狂派入侵的威脅。

#### 追跡者(Seekers)
本作中的追跡者是指一群所有成員均變形為戰鬥機的狂派成員，數量和名單未知。所有成員的建模都一樣，分成男性追跡者和女性追跡者兩種，僅在顏色上有所變化。
本來由天王星率領，但在天王星屢屢讓密卡登失望後，指揮權被轉移到滑流手上。在第二季中後期，地球上的追跡者除了滑流之外大多跟隨天王星行動，最後也因為天王星的瘋狂行為而死。在第三季時顯示有一部份追跡者留在賽博坦因此躲過一劫。
- 滑流(Slipstream)，由莉安·瑪麗·多布斯(Lianne Marie Dobbs)配音

在第一季是在地球上的追跡者隊長，負責抓捕風刃，屢屢失敗被震盪波和天王星刁難。第二季在天王星背叛密卡登並被殺死後滑流被任命為新任追跡者指揮官，但是發現追跡者逐漸脫離狂派，之後展開調查、率先發現天王星的瘋狂計畫，但是在試圖告訴博派和狂派雙方時被音波等狂派同伴當作叛徒對待，最後在準備告訴風刃時被霧隱暗丈從背後殺死。
- 裂雷(Thundercracker)，由班‧波特(Ben Bott)配音

有點遲鈍的藍色追跡者，在第一季是在地球上的追跡者之一、受到滑流指揮。第二季後成為少數沒有直接受到天王星指揮的追機者，但之後還是加入天王星的部下，並成為其手下第一批犧牲者。
- 新星風暴(Nova Storm)，由薩斯琪雅‧馬克思配音

紫色的追跡者，在本作為女性，在第一季是在地球上的追跡者之一、受到滑流指揮。第二季後協助天王星，但隨即成為其手下第一批犧牲者。繼其在此作的表現後，在下一作《變形金剛：地球火種》中也是女性。
- 衝鋒(Thrust)，由托馬斯·維爾加杜拉(Tomas Virgadula)配音

在地球上的追跡者之一，在第二季時跟隨天王星的領導，但也因此成為其手下的第一批犧牲者。在本作中雖然維持紅色，但是並沒有其經典的尖頭造型。
- 硫酸雨(Acid Storm)，由海梅‧蘭齊克配音

綠色的追跡者，其性別形象在劇中變換，編劇解釋「這是他的興趣」。在第一季是在地球上的追跡者之一、受到滑流指揮追捕風刃。第二季後協助天王星用魔力神球和火種源打造無人機大軍，但隨即成為其手下第一批犧牲者。
- 噴氣機(Ram Jet)，由麥克‧羅斯配音

追跡者的其中一員，沒有跟去地球，因此在第三季後的賽博坦持續出現。
- 天彎(Skywarp)

女性追跡者，因為留在賽博坦上而沒有被天王星殺死。在狂派回到賽博坦後成為新任追跡者指揮官。

### 昆特紗勢力(Quintessons)
- 多元宇宙法官(Quintessa)[6]

具有五張臉的外星機械生命體，率領由大量的觸手機器人組成的機械軍隊。科技先進，具有在多重宇宙間移動的能力。
- 混亂(Chaos)
- 自我(Ego)，由麥克‧羅斯配音
- 死亡(Death)，由傑瑞米‧李維配音
- 審判(Judgement)
- 殘酷(Cruelty)

- 科學家(Scientist)，由迪克‧特胡恩配音

昆特紗手下的科學家，嗜好是收藏不同宇宙的音波。本體是一隻小型有機生物，操控無數的機械身體作戰。負責在每個宇宙培育當地的法官。在最後被輪傑找到其本體，並且被永久性的消滅。
- 本宇法官

科學家在不同宇宙中都會找到當地物種改審判該宇宙的法官，而本宇法官就是其在這個宇宙的創造，有三張臉，由天王星和另外兩種未知的有機外星物種組成。
- 天王星法官(Judge Starscream)，由比利‧鮑博‧湯普森配音。

法官的三面之一，由天王星改造而來。
- 調查者，由薩斯琪雅‧馬克思配音

法官的三面之一，昆特紗在這個宇宙的其他星球抓獲的有機生命體，總是想調查被審判的對象。
- 噬咬者(Biter)

三面法官之一，昆特紗在這個宇宙的其他星球抓獲的有機生命體，總是想要吃掉被審判的對象。
- 鯊魚精(Sharticon)

昆特紗的手下，數量眾多。造型和羅德、大黃蜂、黃豹在從地球航行回到賽博坦的途中遭遇的族群一模一樣，但是不確定有何關聯。

### 掠劫者
一群由暴龍金剛雇用的雇傭兵，在星際間使用靜滯技術四處掠劫。
- 暴龍金剛(Trypticon)，由比利‧鮑勃‧湯普森配音[5]

身形巨大的恐龍型態變形金剛，雇傭兵們的雇主，個性殘暴。在沙盤等人被龍炎王擊敗後親自出馬，擊敗龍焱王，不過最後被飛鏢用靜滯槍給靜滯了，之後其所站立的地方被命名為鐵甲龍廣場，在第四季第二集原本要進行此廣場的開場儀式。
- 沙盤(Soundblast)，由馬克‧湯普森配音[7]

雇傭兵們的隊長，音波的黑色複製體，在被音波奪走狂派中的地位後憤而出走、離開狂派和賽博坦。同樣有自己的磁帶金剛─圓鋸鳥(Buzzsaw)，造型和音波的雷射鳥一模一樣，只不過是黃色的。對音波特別痛恨，以至於在靜滯所有賽博坦人後為了折磨音波而解除其時間停止，甚至搶奪其胸口中的雷射鳥。之後和其隊伍被龍焱王所擊敗。
- 殺人蜂(Bug Bite)，由馬克‧湯普森配音[7]

和大黃蜂共用動畫模組，主要是灰色的，但並未解釋他和大黃蜂的關係。個性是雇傭兵中比較好動、喜歡找樂子的，但缺乏良心。
- 夜鷺(Night Bird)，有海梅‧蘭齊克配音[5]

和雅希共用動畫模組，身體是黑紫色變體，使用巨大的迴旋鏢當作武器。
- 後燃(Afterburner)，由李齊‧奧洛配音[5]

造型酷似噴氣機，不過是藍色的。
- 雙交叉(Doublecrosser)，由萊恩‧安迪斯配音[5]

和天殘地缺共用動畫模組，但是紅色的，且兩人的關係非常差，會互相推卸責任、甚至互相毆打。

### 賽博坦居民
賽博坦是變形金剛的母星，其主要居民為賽博坦人(Cybertronian)，也包含一些其他機械生物，像是暴亂獸、飛禽、獨角獸等等。
- 鈦師傅(Alpha Trion)，由李齊‧奧洛配音

柯博文的導師，在戰爭前期死亡，死前將領袖矩陣交付給柯博文。
- 麥卡丹(Macaddam)，由迪克‧特胡恩配音

賽博坦酒吧、麥卡丹熱油吧經營者。古老的賽博坦人，擁有透過透鏡而有看到未來發生事件的能力，但是因為他自身不知道事件發生的時間，因此說出來時大多被酒客當作他的瘋言瘋語。在古代時是鐵堡王體內住民們的領袖，參與了眾多戰役，但是在無戰可打的鐵堡王開始造成賽博坦自身的威脅時，在死傷慘重的情況下，最終成功使鐵堡王陷入沉眠，只有一小部分露出地表，被麥卡丹改造成自己的酒吧。在第三季對抗昆特紗的入侵時，提供羅德、感應者等人重要的藏匿地點，因為酒吧受到泰坦的隱身模組的影響無法被昆特紗人察覺。最後在面對被昆特紗控制的泰坦克羅頓的轟炸下，微笑著迎來自己的死亡。
在柯博文與領袖矩陣溝通時出現，揭露他曾經是至尊─淬鍊至尊(Alchemist Prime)。
- 流星火(Mateo Fire)，由李齊‧奧洛配音

「外星人狩獵」節目主持人，賽博坦名人，但是在其搭檔宇宙飛碟失蹤後就陷入低潮。擅長闖入各種不該進去的地方，幫助大黃蜂進入禁忌之月取回風刃的靈魂碎片，同時也找回自己的主持搭檔宇宙飛碟。在簽訂和平協議時和搭檔宇宙飛碟一起在群中中慶祝。
- 宇宙飛碟(Cosmos)，由蘇菲亞‧伊莎貝拉配音

先前和流星火一起主持節目的搭檔、女性賽博坦人、變形成一架飛碟。個性活潑。在先前的節目中因為意外被困在禁忌月球上非常久的時間。在本作中首次以女性形象出現。在簽訂和平協議時和搭檔流星火一起在群中中慶祝。
- 雷嚎(Thunderhowl)，由李齊‧奧洛配音

水晶城的守護者，變形成機械野狼，古賽博坦人，賽博坦騎士的一員，在被釋放後效忠於柯博文，在第四季末幫助眾人找到掠獸至尊的皮質頭冠。
- 錘頭鯊(Hammerbyte)，由比利‧鮑博‧湯普森配音

負責看守深海居者的古老賽博坦人，變形成一隻可以飛行的錘頭鯊，但是卻被其氣體控制。

#### 暴亂獸城(Valley of Repugnus)
由暴亂獸建立的城鎮，崇尚超能量體，所有成員都是怪獸金剛(Monsterbot)。
- 阿富羅斯(Affluous)，由李齊‧奧洛配音

暴亂獸，命令科尼技斯建造一滯變形能力的方尖碑，把所有暴亂獸都鎖死在特定模式、以此將機器人模式的暴亂獸尊為能量大師(Power Master)、並加困在怪獸模式的同伴貶為動物。計謀被破壞後變形成怪獸模式、哭著跑開。
- 拉達斯(Raddus)，由馬克‧斯溫特配音

暴亂獸居民之一，在阿富羅斯建立方尖碑後被困在怪獸型態。
- 歌塔絲(Operatus)，由海梅‧蘭齊克配音

女性暴亂獸演唱家，因為「癲癇」發作而被關在地底。
- 史汀克斯(Stinkus)，由比利‧鮑博‧湯普森配音
- 科尼技斯(Teknicus)

暴亂獸工程師，在替阿富羅斯打造方尖碑後被抑制在怪獸形態。

#### 泰坦(Titan)
泰坦是變形金剛中的一個分支物種，體型非常巨大，變形成一整座城市。本作中共有三個泰坦出現。
- 鐵堡王(Iaconus)，由萊恩‧安迪斯配音

泰坦戰士，在機器人模式下有厚實的裝甲和強大的武裝，包過一把巨劍和盾牌，具有多個稱號，因為在戰後變得危險而被麥卡丹封印起來，以城市模式沉睡，頂部露出地表的一小塊空間就是麥卡丹熱油吧，底下具有龐大的結構，包含上萬個休眠艙、訓練場等等。具有隱匿模組，昆特紗人無法察覺他的存在，因此成為對抗昆特紗時的據點。在第三季對抗昆特紗時被風刃喚醒，但之後被天王星法官以非空間斬首而死。
- 深海居者(Dweller)

居住在賽博坦的氣態海洋─氬氣海的海底深處，雖然是泰坦，但是居民全都離他而去，被錘頭鯊看守。在風刃的靈魂分散到賽博坦各處時持有她一部份的靈魂。
外型酷似巨型章魚，在作品中沒有變形過、也沒有展示其完整的型態，只知道他有許多巨大的觸手，並可以釋放特殊氣體控制他人的心智。
- 克羅坦(Crotan)，由麥克‧羅斯配音

殖民泰坦，有機器人型態和城市型態，但居民被不明勢力綁走後陷入沉睡，直到被火種源喚醒後飛行。之後在宇宙中遭遇昆特紗，與之對抗，但不幸遭到擊敗，之後被昆特紗控制，直到被風刃釋放，最後以城市模式待在狂派疆域內。

### 急速星居民(Velacetron)
賽博坦殖民地之一，崇尚速度和賽車的星球，整顆星球覆蓋著高速公路，但是最後被銹蝕病感染、整顆星球毀滅。
- 急先鋒(Blurr)，由J.C.厄恩斯特(J.C. Ernst)配音

急速星居民，大黃蜂的朋友，在戰前曾在極速星和大黃蜂、羅德一起賽車，但是在銹蝕病感染極速星時不願離開家鄉、因此死在極速星。速度最快的賽博坦人，在機器人型態可以超高速移動。

### 平行宇宙狂派
來自另一個平行宇宙的狂派，在這個版本中，密卡登殺死柯博文並成功統治世界、消滅博派，也奪取了昆特紗的多元宇宙旅行技術。
- 黑暗密卡登(Megatron X)，由馬克‧湯普森配音

來自一個成功征服世界的時間線的密卡登。因為在博派和狂派雙方的衝突初期就殺死柯博文、奪取領袖矩陣而導致後續的時間線改動。在利用火種源和魔力神球成功創造出源源不絕、所向披靡的完美狂派士兵後，將自己的舊有的狂派手下給殺光了。一度追殺到本宇宙、並殺死本宇宙的密卡登、搶回領袖矩陣，但之後隨即被大黃蜂偷走，前去搶回後和柯博文用領袖矩陣對轟，但因為其矩陣內有風刃的靈魂碎片、從內部破壞了矩陣，因此落敗，之後被太空火車囚禁在自己體內。
- 完美狂派(Perfect Decepticon)

由黑暗密卡登利用火種源和魔力神球打造的完美狂派士兵，全都長一樣，具有強大的力量、火力、裝甲。難以對付，全都裝備瞬間移動技術。外觀和IDW系列的塔恩十分相似。最終因為音波的緣故而獲得自己的自由意志，並在麥卡丹熱油吧中和其他變形金剛一起慶祝。
- 塔恩(Tarn)

其中一名完美狂派，系列大結局的的最終大反派，利用賽博坦人對他的信任騙取皮質頭冠後試圖征服賽博坦。最終連同皮質頭冠一起被音波用盡力量的音爆消滅。

## 聖物
- 領袖矩陣(Matrix Of Leadership)

博派領帶領袖所配戴的神器，主要由柯博文所持有，不過後來密卡登從平行宇宙的黑暗密卡登手中偷來了一個，而黑暗密卡登則是刺殺了他所對應的柯博文後搶來的。
在本作中領袖矩陣的作用相當廣泛，通常而言對配戴者的意義是可以提供過去歷代領袖的建議，通常最近一任死亡的至尊(Prime)會顯現並與配戴者在精神界面交談，像是淬鍊之尊曾經與柯博文交談、而風刃則曾經和平行宇宙中被殺死的柯博文交談。
- 合和之秘(Enigma of Combination)

首次出現在第4季第2集《防盜靜滯裝置》中，鋼鎖和雅希在合和至尊的陵墓中獲得的，具有將持有者及其周遭同伴變成合體金剛的能力。
- 火種源(Allspark)

本作重要物品，亦是前期劇情中雙方所爭奪的主要目標。一度被大黃蜂交由柯博文後，為了避免其狂派獲得而被拋出賽博坦、透過太空橋墜毀在地球，並創造出黃豹作為自己的守護者，曾經被天王星所持有，最終在第三季回到賽博坦，但也一度被震盪波汙染、最後是由黃豹自我犧牲後將其重新淨化。
作為賽博坦的核心，當火種源離開賽博坦期間、賽博坦的生命力也跟著衰退，而在回歸位置後也會使星球上的生命重新復甦。
- 魔力神球(Vector Sigma)

具有超級電腦功能的巨大黃色球體，首次出現在第2季第5集《考驗》中。在不確定的時間點被狂派所取得，之後被獲得火種源的天王星偷走，與火種源一起使用之下可以創造出無數的機械大軍，像是天王星創造出來的噬鐵蟲、或黑暗密卡登創造出來的完美狂派。最後被輪傑和風刃傳送到非空間了。
- 腦皮質頭冠(Cortex Helm)

屬於至尊之一的掠獸至尊的聖物，首次出現在第4季第2集《完美狂派》中，配戴者可以大幅度修改無人機的編程，讓他們改變效忠對象或是解方他們的心智使其自由。原先在合和至尊的空中空店裡，塔恩欺騙博派和狂派為他取得後落入其手中，最後音波以自我犧牲的方式擊敗塔恩時也將頭冠徹底摧毀。

## 製作
- 2017 年 6 月 7 日， Boulder Media Limited動畫工作室確認除《變形金剛：救援機器人學院》(Transformers: Rescue Bot Accademy)之外，還會製作另一部變形金剛系列動畫[8]。
- 2017年8月，在孩之寶媒體與投資發布日上首次公布，第一季標題為「第一章」，將於2018年撥出，第二季叫做「第二章」，預計在2019年播出，同時確定該系列會更加以各個角色的表現為主，並且第一季將會由18集[9]、一集11分鐘左右的集數組成[10]。
- 2017年9月23日，孩之寶為本系列和相關產品申請商標權[11][12]。
- 2017年10月14號，首先揭露本系列的一些資訊、包含劇情簡介[4]。
- 2017年12月9日，曾經參與先前的《變形金剛：領袖的挑戰》(Transformers: Robot In Disguise)的丹‧薩加羅勒(Dan Salgarolo)加入製作陣容[13]，2018年4月9日宣布配音員莉安·瑪麗·多布斯(Lianne Marie Dobbs)加入本系列[14]。
- 2018年聖地牙哥動漫展上，釋放了第一季第六集〈密卡登是我的英雄〉的1分鐘片段和動畫片頭的預覽。
- 2018年7月23日宣布該系列中主要在美國卡通頻道上進行播放[15]。
- 2018年8月23日發布本系列預告片，並揭露首播日期是9月1日[16]。
- 2019年2月9日，宣布本作第二季將於2019年第四季度時釋出[17]。
- 2019年9月28日，宣布本系列續訂第三季[18]，並將更名為《變形金剛：大黃蜂賽博坦歷險》[19]。
- 2020年10月6日，宣布正在製作兩部本系列電視電影[20][21]，並在隔年1月28日時揭曉片名[22]、11月21日時宣布會在NETFLIX上釋出[23]。不過在同年10月24日宣布電影將在Teletoon上於11月7日提前釋出[24]。

## 播放狀況
就像《變形金剛：領袖之證》(Transformers: Prime)和《變形金剛：領袖的挑戰》(Transformers: Robot In Disguise)一樣，卡通頻道獲得了本系列在全球的播放權，包含線上版版權和數位版版權。
本系列在美國卡通頻道首播，第一集和第二集在2018年8月27日在卡通頻道應用程式上發佈，並在9月1日開始在電視上播出；第三集開始則採用在每周五於電視頻道播出之前現在應用程式發佈的模式，而在加拿大則是由Telepoon在9月16日後開始播出，在9月28日後也在YTV上播出。
在全球放映方面，以下表整理：
| 地區               | 日期           | 播放平台     |
| ------------------ | -------------- | ------------ |
| 荷蘭               | 2018年9月2日   | RTL 7        |
| 澳洲               | 2018年9月29日  | 澳洲卡通頻道 |
| 法國               | 2018年10月7日  | Gulli        |
| 南美洲             | 2018年10月2日  |              |
| 印度、中東歐、英國 | 2018年10月27日 |              |
| 阿拉伯國家聯盟     | 2020年         | Spacetoon    |

之後孩之寶在2018年9月7日後開始在其官方頻道上上傳該系列的完整集數，包括各種語言的版本。不過本節目在各地僅會開放當地語言的版本，其他地區的語言則遭到地區限制。

### 家庭媒體
第一季前六集在澳洲2019年2月20日以Region 4 DVD的形式由Beyond Home Entertainment發行，第七集到第十二集、第十三集到第十八集也在同年4月、6月也以DVD形式發行。剩餘的季數均未有DVD發行。
一款基於本系列的電動遊戲《變形金剛：戰場》(Transformers: Battlegroungs)在2020年10月23日發佈，可以在PlayStation 4 、 Xbox One 、 Nintendo Switch和Microsoft Windows等平台上遊玩。 

## 獎項
| 年度 | 獎項         | 類別             | 提名集數                                           | 結果 |
| ---- | ------------ | ---------------- | -------------------------------------------------- | ---- |
| 2018 | 愛爾蘭動畫獎 | 最佳動畫系列編劇 | 〈密卡登是我的英雄〉，彼得‧迪‧希柯(Peter De Cicco) | 提名 |
|      |              | 最佳音效設計     | 〈領袖矩陣〉，風車巷工作室(Windmill Lane)          | 提名 |

## 外部連結
- 官方网站
- 互联网电影数据库（IMDb）上《變形金剛：Cyberverse》的资料（英文）
- 在Netflix上觀看《變形金剛：Cyberverse》